# Historique du parcours européen du Stade toulousain
 (avril 2013).
Dernière mise à jour : 23 mai 2021.

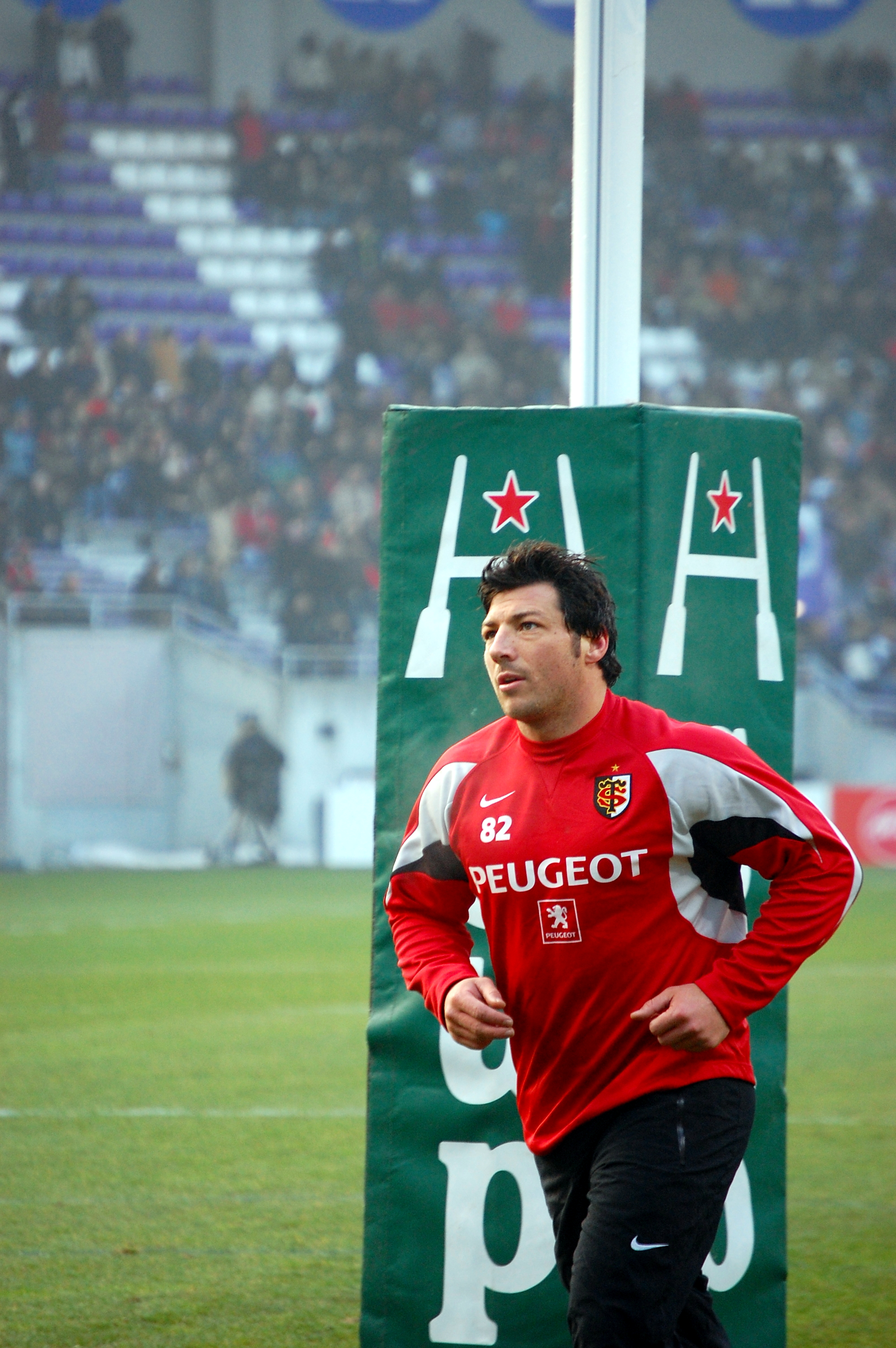
Byron Kelleher avant le match de Coupe d'Europe 2007-2008 Toulouse-Leicester.

Le parcours européen du Stade toulousain est l'histoire des participations du Stade toulousain aux compétitions européennes depuis 1996.
Les Toulousains ont participé aux éditions de la « grande » Coupe d'Europe, sauf la saison 2017-2018 où ils  disputent le Challenge européen.
Vainqueurs de la première édition en 1996, ils l'emportent à cinq autres reprises (2003, 2005, 2010, 2021 et 2024). Ils perdent deux finales en 2004 et 2008.

## Historique

### 1995-1996
Le rugby à XV se dote d'une compétition européenne interclubs en 1995. La Coupe d'Europe de rugby à XV est créée par le Comité des cinq nations « afin de proposer un nouveau niveau de compétition professionnelle transfrontalière ».
Douze équipes représentent l'Irlande, le pays de Galles, l'Italie, la Roumanie et la France. Elles s'affrontent en quatre poules. Le premier de poule est qualifié pour les demi-finales. Les équipes anglaises et écossaises n'y participent pas.
Dans le match d'ouverture en Roumanie, le Stade toulousain bat le Farul Constanţa 54 à 10 devant une assistance clairsemée.
Toulouse devient le premier champion en battant Cardiff RFC 21 à 18 après prolongations devant 21 800 spectateurs à l'Arms Park. Ce club gallois, créé en 1876, a la réputation d'être un des grands clubs de rugby au monde, notamment grâce à ses victoires face aux équipes de l'hémisphère sud en tournée dans les îles britanniques : la Nouvelle-Zélande et l'Afrique du Sud sont tombées au moins une fois à l'Arms Park, tandis que l'Australie n'a jamais réussi à gagner en six tentatives. Le match est intense et lance véritablement la Coupe d'Europe.
Matches du Stade toulousain :
| # | Date            | Tour         | Club             | Match                            | Club             |
| - | --------------- | ------------ | ---------------- | -------------------------------- | ---------------- |
| 1 | 31 octobre 1995 | Poule A : J1 | Farul Constanta  | 10-54                            | Stade toulousain |
| 2 | 15 décembre     | Poule A : J2 | Stade toulousain | 18–9                             | Benetton Trévise |
| 3 | 30 décembre     | Demi-finale  | Stade toulousain | 30-3                             | Swansea RFC      |
| 4 | 7 janvier 1996  | Finale       | Cardiff RFC      | 18 - 21 a. p., 15-15 temps régl. | Stade toulousain |

Classement de la poule A :
| Place | Club             | Pts | J | V | N | D | Pts + | Pts - | Essais + | Essais - | Diff. |
| ----- | ---------------- | --- | - | - | - | - | ----- | ----- | -------- | -------- | ----- |
| 1er   | Stade toulousain | 4   | 2 | 2 | 0 | 0 | 72    | 19    | 8        | 1        | +7    |
| 2e    | Benetton Trévise | 2   | 2 | 1 | 0 | 1 | 95    | 26    | -        | -        | -     |
| 3e    | Farul Constanta  | 0   | 2 | 0 | 0 | 2 | 18    | 140   | -        | -        | -     |

### 1996-1997
L'Angleterre et l'Écosse rejoignent la compétition en 1996. Il y a quatre poules de cinq clubs qui se rencontrent tous une fois. Chaque club joue quatre matches (deux à la maison et deux à l'extérieur). En matches de poules, deux points sont accordés pour une victoire et un pour un nul. Les deux premiers de chaque poule sont qualifiés pour la phase suivante. En cas d'égalité de points, les clubs sont départagés à la différence de points.
La compétition présente un échelon de plus avec l'apparition des quarts de finale. Cette phase se poursuit entre les clubs qualifiés par élimination directe.
Toulouse est versé dans la poule D avec le Cardiff RFC (finaliste), les London Wasps (Angleterre), le Munster (Irlande). Milan complète la poule.
Le 19 octobre 1996, un sponsor automobile apparaît sur le maillot rouge et noir. Le rugby se professionnalise. Les Gallois de Cardiff se déplacent à Toulouse. Patrick Soula est rapidement expulsé, les Toulousains s'imposent 36 à 20,.
2e match : le déplacement à Londres chez les London Wasps est la plus grande défaite de l'histoire du Stade toulousain : neuf essais, sept transformations, cinq pénalités et un drop encaissés. « C'est une véritable humiliation, je n'ai pas vu un plaquage de l'après-midi » dit Serge Laïrle.
3e match : le Munster encaisse neuf essais inscrits par le Stade : doublés de Christian Califano et d'Émile Ntamack, triplé de Michel Marfaing.
Le 16 novembre 1996, l'US Dax est battue en quart par le Stade. Lors de la demi-finale le 4 janvier 1997, défaite 37 à 11 contre les Leicester Tigers. Les Rouge et noir concèdent cinq essais à un, inscrit à la 80e minute par Michel Marfaing. Le CA Brive lavera l'affront.
Coupe d'Europe :
| #  | Tour             | Club            | Match               | Club  |                  |
| -- | ---------------- | --------------- | ------------------- | ----- | ---------------- |
| 5  | 16 octobre 1996  | Poule D : J2    | Amatori Rugby Milan | 26-44 | Stade toulousain |
| 6  | 19 octobre 1996  | Poule D : J3    | Stade toulousain    | 36-20 | Cardiff RFC      |
| 7  | 26 octobre 1996  | Poule D : J4    | London Wasps        | 77-17 | Stade toulousain |
| 8  | 2 novembre 1996  | Poule D : J5    | Stade toulousain    | 60-19 | Munster          |
| 8  | 16 novembre 1996 | Quart-de-finale | US Dax              | 18-26 | Stade toulousain |
| 10 | 4 janvier 1997   | Demi-finale     | Leicester Tigers    | 37-11 | Stade toulousain |

Classement de la poule D :
| Place | Club                | Pts | J | V | N | D | Pts + | Pts - | Essais + | Essais - | Diff. |
| 1er   | Cardiff RFC         | 6   | 4 | 3 | 0 | 1 | 135   | 97    | -        | -        | -     |
| 2e    | Stade toulousain    | 6   | 4 | 3 | 0 | 1 | 157   | 142   | 21       | 13       | +8    |
| 3e    | London Wasps        | 4   | 4 | 2 | 0 | 2 | 156   | 115   | -        | -        | -     |
| 4e    | Munster             | 4   | 4 | 2 | 0 | 2 | 109   | 135   | -        | -        | -     |
| 5e    | Amatori Rugby Milan | 0   | 4 | 0 | 0 | 4 | 73    | 141   | -        | -        | -     |

### 1997-1998
La saison 1997-1998 voit l'introduction des matchs aller et retour. Chaque équipe dispute six matchs. Les équipes sont réparties en cinq poules de quatre clubs pour la première phase. À la fin de cette première phase, les équipes en tête de leur poule sont directement qualifiées pour les quarts de finale. Les deuxièmes et le meilleur troisième s'affrontent en match de barrage pour l'attribution des quatre places restantes en quart.
En poule A, le Stade toulousain retrouve Amatori Rugby Milan et Leicester Tigers (affrontés en 1996-1997), et, pour la première fois, le Leinster.
Le Stade l'emportant à l'extérieur au Leinster et à Milan est qualifié. Après les deux matchs disputés contre Leicester, le Stade et Leicester se qualifient, les Toulousains sont deuxièmes du classement général. Ils reçoivent en quart et en demi-finale en cas de succès. Les Harlequins, club atypique, a dans ses rangs Will Carling, Thierry Lacroix, Laurent Cabannes, Keith Wood… Les Toulousains creusent l'écart (24-3 à la mi-temps) pour s'imposer 51 à 10. Le CA Brive élimine en quart-de-finale les London Wasps, 25 à 18 en Angleterre. La Section paloise est vainqueure de Leicester 35 à 18 à Pau.
Toulouse affronte donc Brive au Stadium, le champion d'Europe 1996-1997 contre le champion d'Europe 1995-1996. Le match est intense : 8-7 à la mi-temps, 16-16 à la fin du temps réglementaire, et 22 partout après la prolongation. Brive se qualifie au bénéfice des essais : deux réalisations d'Olivier Magne et Sébastien Carrat contre une de Pierre Bondouy. En finale, Brive ne parvient pas à battre Bath affronté deux fois en poule.
Coupe d'Europe :
| #  | Date             | Tour            | Club                | Score                           | Adversaire          |
| -- | ---------------- | --------------- | ------------------- | ------------------------------- | ------------------- |
| 11 | 6 septembre 1997 | Poule A : J1    | Leinster            | 25-34                           | Stade toulousain    |
| 12 | 13 septembre     | Poule A : J2    | Amatori Rugby Milan | 14–19                           | Stade toulousain    |
| 13 | 20 septembre     | Poule A : J3    | Stade toulousain    | 17-22                           | Leicester Tigers    |
| 14 | 27 septembre     | Poule A : J4    | Stade toulousain    | 69-19                           | Amatori Rugby Milan |
| 15 | 4 octobre        | Poule A : J5    | Leicester Tigers    | 22-23                           | Stade toulousain    |
| 16 | 11 octobre       | Poule A : J6    | Stade toulousain    | 38-19                           | Leinster            |
| 17 | 8 novembre       | Quart-de-finale | Stade toulousain    | 51-10                           | Harlequins          |
| 18 | 21 décembre 1997 | Demi-finale     | Stade toulousain    | 22-22 a. pr., 16-16 temps régl. | CA Brive            |

Classement de la poule A :
| Place | Club                   | Pts | J | V | N | D | Pts + | Pts - | Essais + | Essais - | Diff. |
| 1er   | Stade toulousain       | 10  | 6 | 5 | 0 | 1 | 200   | 121   | 25       | 12       | +13   |
| 2e    | Leicester Tigers (bar) | 8   | 6 | 4 | 0 | 2 | 163   | 117   | 16       | 14       | +2    |
| 3e    | Leinster               | 4   | 6 | 2 | 0 | 4 | 137   | 167   | 15       | 19       | -4    |
| 4es   | Amatori Rugby Milan    | 2   | 6 | 1 | 0 | 5 | 111   | 206   | 15       | 26       | -11   |

### 1998-1999
Les clubs anglais et les deux meilleurs gallois sont absents ; seize clubs s'affrontent dans quatre poules de quatre équipes en matchs aller-retour. Les deux premiers de chaque poule sont qualifiés pour les quarts de finale. Le Stade toulousain paraît favori avec Ebbw Vale RFC, Ulster et Édimbourg comme adversaires. Pour le premier et le deuxième match, le stade Ernest-Wallon est en fête : 108 à 16 contre Ebbw Vale (record toulousain) avec seize essais, 39 à 3 contre l'Ulster. Le match suivant est remporté à l'extérieur, les Rouge et Noir sont menés (25-13) à la mi-temps, avant de s'imposer 29 à 25. Le Stade est battu 29 à 24 à Belfast, puis s'incline 19 à 11 contre Ebbw Vale, (largement battue à l'aller). Cette équipe n'a pas remporté d'autre rencontre, s'inclinant même lourdement deux fois à domicile. Les Toulousains se déplacent à Belfast de nouveau, et sont éliminés pour la première fois en quart-de-finale. Ils ont perdu trois matchs de cette campagne européenne qui sera remportée par l’Ulster.
Coupe d'Europe 1998-1999 :
| #  | Date         | Tour            | Club             | Match  | Adversaire       |
| -- | ------------ | --------------- | ---------------- | ------ | ---------------- |
| 19 | 19 septembre | Poule C : J1    | Stade toulousain | 108-16 | Ebbw Vale RFC    |
| 20 | 26 septembre | Poule C : J2    | Stade toulousain | 39-03  | Ulster           |
| 21 | 11 octobre   | Poule C : J3    | Édimbourg        | 25-29  | Stade toulousain |
| 22 | 16 octobre   | Poule C : J4    | Ulster           | 29-24  | Stade toulousain |
| 23 | 31 octobre   | Poule C : J5    | Stade toulousain | 23-11  | Édimbourg        |
| 24 | 7 novembre   | Poule C : J6    | Ebbw Vale RFC    | 19-11  | Stade toulousain |
| 25 | 11 décembre  | Quart-de-finale | Ulster           | 15-13  | Stade toulousain |

Classement de la poule C :
| Place | Club             | Pts | J | V | N | D | Pts + | Pts - | Essais + | Essais - | Diff. |
| ----- | ---------------- | --- | - | - | - | - | ----- | ----- | -------- | -------- | ----- |
| 1er   | Ulster           | 9   | 6 | 4 | 1 | 1 | 197   | 168   | 23       | 20       | +3    |
| 2e    | Stade toulousain | 8   | 6 | 4 | 0 | 2 | 234   | 103   | 31       | 11       | +20   |
| 3e    | Édimbourg        | 5   | 6 | 2 | 1 | 3 | 179   | 146   | 21       | 14       | +7    |
| 4e    | Ebbw Vale RFC    | 3   | 6 | 1 | 0 | 5 | 114   | 307   | 11       | 41       | -30   |

### 1999-2000
Les clubs anglais sont de retour, le format est de vingt-quatre clubs ou provinces, dans six poules de quatre équipes en match aller-retour. Le premier de chaque poule et les deux meilleurs seconds sont qualifiés pour les quarts de finale. Toulouse découvre Bath, Padoue, et retrouve le club gallois de Swansea RFC, rencontré en demi-finale de la première édition. Toulouse s’impose à Bath 32 à 25, les Anglais prendront leur revanche au retour. Jean Bouilhou, vingt ans, fait ses débuts en Coupe d'Europe. Pour la réception de Swansea, les Toulousains ne font pas d’erreurs , avec 26 points de Michel Marfaing et un score final de 46 à 3. Les Rouge et noir, en Italie, mènent 34-0 à la pause avant de l'emporter 39 à 17.
En trois rencontres, Toulouse gagne trois fois, inscrit seize essais et marque plus de trente points chaque fois. Le match retour contre les Italiens est facile (51-0). Le match à Swansea est décisif et plus disputé. Alain Penaud, Michel Marfaing, Stéphane Ougier permettent au Stade de s'imposer 18 à 9. Ayant perdu à domicile contre Bath, (étant qualifiés), les Rouge et noir jouent les quarts de finale contre l'AS Montferrand. Stéphane Ougier par un essai, Michel Marfaing par sa réussite comme buteur, permettent à Toulouse de mener 22 à 3 à la mi-temps. Si Montferrand inscrit deux essais en fin de match par Alexandre Audebert et Tony Marsh, les coéquipiers de Christian Califano, Fabien Pelous, Franck Belot, Christian Labit, Jérôme Cazalbou, Lee Stensness, Cédric Desbrosse dominent et permettent au buteur toulousain de creuser l'écart (31-18).
Les Toulousains affrontent le Munster en demi-finale. Cette équipe a battu deux fois l'US Colomiers en poule avant de battre le Stade français en quart (27-10). Pour redonner des couleurs aux verts pâles, la fédération irlandaise, l'Irish Rugby Football Union, a mis en place quatre équipes provinciales fortes, et fait revenir au pays ses meilleurs joueurs. Après avoir été battu par l'Ulster en 1998-1999, Toulouse est éliminée par le Munster en ayant encaissé trois essais (John Hayes, Ronan O'Gara, Jason Holland) ; le seul essai inscrit par Toulouse est celui de Jérôme Cazalbou à la 86e minute. Le Munster combine expérience (Peter Clohessy, Keith Wood, Mick Galwey) et jeunes talents prometteurs (Anthony Foley, Peter Stringer, Ronan O'Gara).
Coupe d'Europe 1999-2000 :
| #  | date             | Tour            | Club                  | Match | Club                  |
| -- | ---------------- | --------------- | --------------------- | ----- | --------------------- |
| 26 | 20 novembre 1999 | Poule 2 : J1    | Bath Rugby            | 25-32 | Stade toulousain      |
| 27 | 27 novembre 1999 | Poule 2 : J2    | Stade toulousain      | 46-3  | Swansea RFC           |
| 28 | 11 décembre 1999 | Poule 2 : J3    | Petrarca Rugby Padoue | 17–39 | Stade toulousain      |
| 29 | 18 décembre 1999 | Poule 2 : J4    | Stade toulousain      | 51-0  | Petrarca Rugby Padoue |
| 30 | 7 janvier 2000   | Poule 2 : J5    | Swansea RFC           | 9-18  | Stade toulousain      |
| 31 | 15 janvier 2000  | Poule 2 : J6    | Stade toulousain      | 14-19 | Bath Rugby            |
| 32 | 15 avril 2000    | Quart-de-finale | Stade toulousain      | 31-18 | ASM Clermont32        |
| 33 | 6 mai 2000       | Demi-finale     | Stade toulousain      | 25-31 | Munster               |

Classement de la poule 2 :
| Place | Club                  | Pts | J | V | N | D | Pts + | Pts - | Essais + | Essais - | Diff. |
| ----- | --------------------- | --- | - | - | - | - | ----- | ----- | -------- | -------- | ----- |
| 1er   | Stade toulousain      | 10  | 6 | 5 | 0 | 1 | 200   | 73    | 24       | 5        | +19   |
| 2e    | Bath Rugby            | 8   | 6 | 4 | 0 | 2 | 170   | 80    | 15       | 8        | +7    |
| 3e    | Swansea RFC           | 6   | 6 | 3 | 0 | 3 | 126   | 137   | 14       | 13       | +1    |
| 4e    | Petrarca Rugby Padoue | 0   | 6 | 0 | 0 | 6 | 76    | 282   | 11       | 38       | -27   |

### 2000-2001
Toulouse n'est pas favori pour la campagne européenne 2000-2001. La saison 1999-2000 a été moyenne, en championnat comme en Coupe d'Europe, et le Munster, les clubs britanniques affirment leurs ambitions. Le Stade a dans son groupe l'Ulster, ancien champion d'Europe, les Saracens de Thomas Castaignède, et Cardiff RFC.
Pour le premier match à domicile, Toulouse mène 15 à 3 avec deux essais de Michel Marfaing, puis encaisse 26 points d'affilée. Le Stade est dominé en mêlée, sur les fondamentaux et s'incline. Thomas Castaignède est l'auteur de 22 points,. Clément Poitrenaud débute au niveau européen. C'est la troisième défaite à domicile contre des équipes anglaises (Leicester en 1997, Bath en 1999 et les Saracens en 2000).
Toulouse doit s'imposer à Cardiff pour  se qualifier. Le match est mal entamé (13-0), score de 19-3 à la pause,. Toulouse perd.
Le 22 octobre 2000, Toulouse reçoit l'Ulster et mène de 14 points à la 77e minute. En sept minutes (trois réglementaires et quatre additionnelles), les Irlandais inscrivent deux essais par Jonathan Bell, James Topping, transformés par David Humphreys. Toulouse aligne trois défaites consécutives et un match nul, pour trois matchs à domicile et un à l'extérieur. Le club est éliminé dès la troisième journée.
Les Rouge et noir s'imposent en Irlande 29-25. Yann Delaigue inscrit 24 points, Cédric Desbrosse marque l'essai victorieux dans les arrêts de jeu. L'Ulster est également éliminé. Cardiff et Saracens luttent pour la première place. Cardiff gagne en Angleterre et au pays de Galles contre le club de Thomas Castaignède.
Toulouse lutte pour la victoire. Deux mauvaises entames de mi-temps coûtent cher,, les Anglais l'emportent 37-30. Les Saracens l’emportent en Ulster. Cardiff tente de gagner à Toulouse pour terminer dans les premières places au classement général, pour jouer à domicile le quart-de-finale. Mais Toulouse gagne 38 à 27. Cardiff compte dans ses rangs Gareth Thomas, Neil Jenkins, Rob Howley ou Craig Quinnell. Toulouse éliminé, Pau, Biarritz et le Stade français se qualifient pour les quarts de finale. Les Parisiens passent le cap en battent les Palois, puis le Munster) et perdent en finale contre Leicester 34-30.
Coupe d'Europe 2000-2001 :
| #  | Date            | Tour         | Club             | Match | Club             |
| -- | --------------- | ------------ | ---------------- | ----- | ---------------- |
| 34 | 7 octobre 2000  | Poule 3 : J1 | Stade toulousain | 22-32 | Saracens         |
| 35 | 14 octobre 2000 | Poule 3 : J2 | Cardiff RFC      | 26-17 | Stade toulousain |
| 36 | 22 octobre 2000 | Poule 3 : J3 | Stade toulousain | 35–35 | Ulster           |
| 37 | 27 octobre 2000 | Poule 3 : J4 | Ulster           | 25-29 | Stade toulousain |
| 38 | 14 janvier 2001 | Poule 3 : J5 | Saracens         | 37-30 | Stade toulousain |
| 39 | 20 janvier 2001 | Poule 3 : J6 | Stade toulousain | 38-27 | Cardiff RFC      |

Classement de la poule 3 :
| Place | Club             | Pts | J | V | N | D | Pts + | Pts - | Essais + | Essais - | Diff. |
| ----- | ---------------- | --- | - | - | - | - | ----- | ----- | -------- | -------- | ----- |
| 1er   | Cardiff RFC      | 8   | 6 | 4 | 0 | 2 | 182   | 146   | 18       | 13       | +5    |
| 2e    | Saracens         | 8   | 6 | 4 | 0 | 2 | 174   | 140   | 14       | 13       | +1    |
| 3e    | Stade toulousain | 5   | 6 | 2 | 1 | 3 | 171   | 182   | 19       | 15       | +4    |
| 4e    | Newport RFC      | 3   | 6 | 1 | 1 | 4 | 146   | 205   | 11       | 21       | -10   |

### 2001-2002
Le 21 septembre 2001, a lieu la catastrophe de l'usine AZF de Toulouse. Elle cause de nombreuses morts et de graves préjudices matériels à la ville de Toulouse. Le calendrier de la campagne européenne 2001-2002 est modifié: au lieu de recevoir, le Stade toulousain se rend au Leinster.
David Aucagne, Cédric Heymans et Finau Maka ont rejoint le club et jouent leur premier match en Coupe d'Europe avec le maillot toulousain. Victoire 40 à 10 des Irlandais.
Deuxième déplacement chez les Gallois de Newport. Les Toulousains mènent au score, deux essais de Jérôme Fillol et dix points au pied de Michel Marfaing; après un essai de Matt Mostyn, le buteur Shane Howarth inscrit un essai transformé à la 77e minute qui donne la victoire aux Gallois,.
Newcastle Falcons et son entraîneur, Rob Andrew, se présentent à Toulouse, également avec deux défaites à leur passif. La victoire est nette pour les Rouge et noir, avec cinq essais,.
Le club anglais inflige une nette défaite au retour, avec 27 points par Jonny Wilkinson,. Toulouse compte trois défaites et un succès, le Leinster quatre succès et ne peut plus être rejoint. Toulouse est éliminée. Elle gagne ses deux derniers matchs à domicile. Christian Califano, autorisé à faire une pige en Nouvelle-Zélande, signe aux Saracens alors qu'il devait revenir à Toulouse. Les jeunes Vincent Clerc, Yannick Jauzion, rejoignent le club.
Coupe d'Europe 2001-2002 :
| #  | Date              | Tour         | Club              | Match | Club              |
| -- | ----------------- | ------------ | ----------------- | ----- | ----------------- |
| 40 | 28 septembre 2001 | Poule 6 : J1 | Leinster          | 40-10 | Stade toulousain  |
| 41 | 6 octobre 2001    | Poule 6 : J2 | Newport RFC       | 21-20 | Stade toulousain  |
| 42 | 28 octobre 2001   | Poule 6 : J3 | Stade toulousain  | 33–13 | Newcastle Falcons |
| 43 | 3 novembre 2001   | Poule 6 : J4 | Newcastle Falcons | 42-9  | Stade toulousain  |
| 44 | 5 janvier 2002    | Poule 6 : J5 | Stade toulousain  | 36-23 | Newport RFC       |
| 45 | 13 janvier 2002   | Poule 6 : J6 | Stade toulousain  | 43-7  | Leinster:         |

Classement de la poule 6 :
| Place | Club              | Pts | J | V | N | D | Pts + | Pts - | Essais + | Essais - | Diff. |
| ----- | ----------------- | --- | - | - | - | - | ----- | ----- | -------- | -------- | ----- |
| 1er   | Leinster          | 10  | 6 | 5 | 0 | 1 | 139   | 104   | 15       | 11       | +4    |
| 2e    | Stade toulousain  | 6   | 6 | 3 | 0 | 3 | 151   | 146   | 17       | 13       | +4    |
| 3e    | Newport RFC       | 6   | 6 | 3 | 0 | 3 | 158   | 141   | 16       | 11       | +5    |
| 4e    | Newcastle Falcons | 2   | 6 | 1 | 0 | 5 | 117   | 174   | 8        | 21       | -13   |

### 2002-2003
Toulouse veut revenir sur le devant de la scène pour cette saison 2002-2003, après deux éliminations consécutives en poules. Le Stade toulousain retrouve deux vieilles connaissance en poule 5, Newport RFC et Édimbourg, et il découvre les London Irish. Le Stade l'emporte à domicile contre le club de Londres, avec deux essais de Vincent Clerc pour ses débuts dans la compétition.
Toulouse s'impose à Newport avec deux essais de Cédric Heymans et de Fabien Pelous; les Toulousains gagnent un second match en déplacement, avec de bonne chances de qualification.
Les Rouge et noir enchaînent sur deux matchs à domicile, 50-17 et 70-18 pour le cinquantième match européen du Stade et de Guy Novès.
Ils reçoivent en quart (et en demi-finale en cas de succès). Les Toulousains dominent les Northampton Saints pour s'imposer 32 à 16. Le Munster Rugby a éliminé des Anglais en quart-de-finale, puis les Leicester Tigers 20 à 7 en Angleterre.
Toulouse au Stadium affronte le Munster (qui l'avait éliminée en 2000 à ce stade de la compétition). Le match est intense ; Frédéric Michalak marque l'essai libérateur à cinq minutes de la fin du match (13-12). Perpignan se qualifie en l'emportant à Dublin contre le Leinster, après avoir éliminé les Llanelli Scarlets à Llanelli en quart-de-finale. Toulouse n'a perdu aucune des onze finales qu'il a disputées depuis Bègles-Toulouse en 1991 et l'USAP ne parvient pas non plus à battre les Rouge et noir (19-0 à la mi-temps, 22-17 score final).
Coupe d'Europe 2002-2003 :
| #  | Date             | Tour            | Club             | Match | Club               |
| -- | ---------------- | --------------- | ---------------- | ----- | ------------------ |
| 46 | 12 octobre 2002  | Poule 5 : J1    | Stade toulousain | 28-23 | London Irish       |
| 47 | 18 octobre 2002  | Poule 5 : J2    | Newport RFC      | 19-34 | Stade toulousain   |
| 48 | 6 décembre 2002  | Poule 5 : J3    | Édimbourg        | 9–30  | Stade toulousain   |
| 49 | 14 décembre 2002 | Poule 5 : J4    | Stade toulousain | 50-17 | Édimbourg          |
| 50 | 11 janvier 2003  | Poule 5 : J5    | Stade toulousain | 70-18 | Newport RFC        |
| 51 | 19 janvier 2003  | Poule 5 : J6    | London Irish     | 32-29 | Stade toulousain   |
| 52 | 12 avril 2003    | Quart-de-finale | Stade toulousain | 32-16 | Northampton Saints |
| 53 | 26 avril 2003    | Demi-finale     | Stade toulousain | 13-12 | Munster            |
| 54 | 24 mai 2003      | Finale          | USA Perpignan    | 17-22 | Stade toulousain   |

Classement de la poule 5 :
| Place | Club             | Pts | J | V | N | D | Pts + | Pts - | Essais + | Essais - | Diff. |
| ----- | ---------------- | --- | - | - | - | - | ----- | ----- | -------- | -------- | ----- |
| 1er   | Stade toulousain | 10  | 6 | 5 | 0 | 1 | 241   | 118   | 29       | 9        | +20   |
| 2e    | London Irish     | 6   | 6 | 3 | 0 | 3 | 158   | 118   | 12       | 13       | -1    |
| 3e    | Édimbourg        | 4   | 6 | 2 | 0 | 4 | 125   | 188   | 15       | 19       | -4    |
| 4e    | Newport RFC      | 9   | 6 | 2 | 0 | 4 | 117   | 217   | 11       | 26       | -15   |

### 2003-2004
Le format de la Coupe d'Europe reste le même en 2003-2004.
Pour cette édition, la attribution des points pendant la phase de poules est réadaptée. Une victoire rapporte 4 points et un match nul 2 points. À cela s’ajoutent d’éventuels points de bonus : une équipe obtient un point de bonus offensif lorsqu'elle marque au moins quatre essais au cours d'une rencontre. Pour gagner un point de bonus défensif, il faut perdre avec un écart maximum de 7 points. Cette redistribution des points est la dernière modification en date du déroulement de la compétition puisque c'est encore cette forme qui prévaut aujourd'hui (en 2025). Les six équipes classées premières ainsi que les deux meilleurs deuxièmes sont qualifiées pour les quarts de finale.
La fédération galloise, la Welsh Rugby Union (WRU), bâtit un plan de « rugby régional ».
Toulouse découvre donc les Ospreys. Il débute ses confrontations contre Leeds. Par deux fois, les chemins de Toulouse et d'Édimbourg se croisent.
Toulouse perd en Écosse, une première pour le club. Toulouse bat ensuite Leeds, puis les Ospreys dans la double confrontation, avec trois essais de Vincent Clerc en terre galloise.
Toulouse s'impose en Angleterre puis reçoit les Écossais, leaders invaincus après cinq journées. Une victoire 33 à 0 donne la première place de poule aux Rouge et noir, et la première place générale.
Toulouse contre Édimbourg est d'abord disputé (10-7 à la pause), avant que Toulouse creuse l'écart (36-10).
Toulouse affronte de nouveau des Français, le Biarritz olympique à Bordeaux. De nombreux internationaux composent les deux équipes, Nicolas Brusque ou Dimitri Yachvili retrouvent Clément Poitrenaud, Frédéric Michalak, partenaires en équipe de France. Toulouse l'emporte 19 à 11, un essai d'Isitolo Maka, répondant à un essai de Philippe Bidabé.
Toulouse affronte les London Wasps en finale. Toulouse réussit à remonter les Wasps (20-20), Clément Poitrenaud attend que le ballon entre dans l'en-but pour aplatir, le ballon rebondit lentement, Rob Howley plonge dans les pieds de Poitrenaud, et marque l'essai de la victoire. Émile Ntamack, Cédric Desbrosse et Yann Delaigue jouaient leur dernier match européen.
Coupe d'Europe 2003-2004 :
| #  | Date             | Tour            | Club             | Match | Club               |
| -- | ---------------- | --------------- | ---------------- | ----- | ------------------ |
| 55 | 7 décembre 2003  | Poule 2 : J1    | Édimbourg        | 23-16 | Stade toulousain   |
| 56 | 12 décembre 2003 | Poule 2 : J2    | Stade toulousain | 19-3  | Leeds              |
| 57 | 10 janvier 2004  | Poule 2 : J3    | Stade toulousain | 29-6  | Ospreys            |
| 58 | 16 janvier 2004  | Poule 2 : J4    | Ospreys          | 11-29 | Stade toulousain   |
| 59 | 25 janvier 2004  | Poule 2 : J5    | Leeds            | 22-31 | Stade toulousain   |
| 60 | 31 janvier 2004  | Poule 2 : J6    | Stade toulousain | 33-0  | Édimbourg          |
| 61 | 10 avril 2004    | Quart-de-finale | Stade toulousain | 36-10 | Édimbourg          |
| 62 | 24 avril 2004    | Demi-finale     | Stade toulousain | 19-11 | Biarritz olympique |
| 63 | 23 mai 2004      | Finale          | London Wasps     | 27-20 | Stade toulousain   |

Classement de la poule 2 :
| Place | Club             | Pts | J | V | N | D | Pts + | Pts - | Essais + | Essais - | Diff. | Bonus O | Bonus D |
| ----- | ---------------- | --- | - | - | - | - | ----- | ----- | -------- | -------- | ----- | ------- | ------- |
| 1er   | Stade toulousain | 25  | 6 | 5 | 0 | 1 | 157   | 65    | 18       | 7        | +11   | 4       | 1       |
| 2e    | Édimbourg        | 22  | 6 | 5 | 0 | 1 | 130   | 89    | 14       | 7        | +7    | 2       | 0       |
| 3e    | Leeds            | 5   | 6 | 1 | 0 | 5 | 66    | 122   | 5        | 11       | -6    | 0       | 1       |
| 4e    | Ospreys          | 4   | 6 | 1 | 0 | 5 | 78    | 155   | 6        | 18       | -12   | 0       | 0       |

### 2004-2005
Le Stade toulousain évolue dans la poule 3 en 2004-2005, avec un club anglais Northampton Saints, un gallois Llanelli Scarlets et un écossais Glasgow Warriors.
Les rouge et noir débutent avec un match « à l'ancienne ». Toulouse s'impose à Llanelli avec trois coups de pied de Jean-Baptiste Élissalde par mauvais temps et contre de valeureux adversaires.
Contre les Écossais, Toulouse mène 31-0 à la trente-quatrième minutes, gagne 43 à 17 avec six essais inscrits et le bonus. Toulouse perd en Angleterre contre les Saints, gagne au retour 25-12, pour  viser la première place de la poule.
Le déplacement en Écosse est maîtrisé : victoire 30-10. Toulouse est premier, et retrouve Northampton en quart-de-finale.
Toulouse creuse l'écart pour s'imposer 37 à 9 avec quatre essais de Frédéric Michalak, Cédric Heymans, Vincent Clerc et Christian Labit.
Toulouse dispute sa septième demi-finale en dix éditions. Toulouse est solide, mène au score et l'emporte 27 à 19 en Angleterre.
Toulouse affronte en finale le Stade français, victorieux de Biarritz en demi-finale. Cette rencontre est serrée, sans essai, et Toulouse s'impose 18-12 après prolongation.
Coupe d'Europe :
|                  | Tour                          | Club                 | Match                           | Club               |    |
| ---------------- | ----------------------------- | -------------------- | ------------------------------- | ------------------ | -- |
| 22 octobre 2004  | Phase de poules, poule 3 : J1 | Llanelli Scarlets    | 6-9                             | Stade toulousain   | 64 |
| 29 octobre 2004  | Phase de poules, poule 3 : J2 | Stade toulousain     | 43-17                           | Glasgow Warriors   | 65 |
| 4 décembre 2004  | Phase de poules, poule 3 : J3 | Northampton Saints   | 23-21                           | Stade toulousain   | 66 |
| 11 décembre 2004 | Phase de poules, poule 3 : J4 | Stade toulousain     | 25-12                           | Northampton Saints | 67 |
| 7 janvier 2005   | Phase de poules, poule 3 : J5 | Glasgow Warriors     | 10-30                           | Stade toulousain   | 68 |
| 14 janvier 2005  | Phase de poules, poule 3 : J6 | Stade toulousain     | 53-36                           | Llanelli Scarlets  | 69 |
| 1er avril 2005   | Quart-de-finale               | Stade toulousain     | 37-9                            | Northampton Saints | 70 |
| 24 avril 2005    | Demi-finale                   | Leicester Tigers     | 19-27                           | Stade toulousain   | 71 |
| 22 mai 2005      | Finale                        | Stade français Paris | 12-18 a. pr., 12-12 temps régl. | Stade toulousain   | 72 |

Classement de la poule 3 :
| Place | Club               | Pts | J | V | N | D | Pts + | Pts - | Essais + | Essais - | Diff. | Bonus O | Bonus D |
| 1er   | Stade toulousain   | 24  | 6 | 5 | 0 | 1 | 181   | 104   | 21       | 9        | +12   | 3       | 1       |
| 2e    | Northampton Saints | 21  | 6 | 5 | 0 | 1 | 128   | 101   | 11       | 6        | +5    | 1       | 0       |
| 3e    | Llanelli Scarlets  | 13  | 6 | 2 | 0 | 4 | 132   | 157   | 15       | 17       | -2    | 3       | 2       |
| 4e    | Glasgow Warriors   | 2   | 6 | 0 | 0 | 6 | 107   | 186   | 10       | 25       | -15   | 0       | 2       |

### 2005-2006

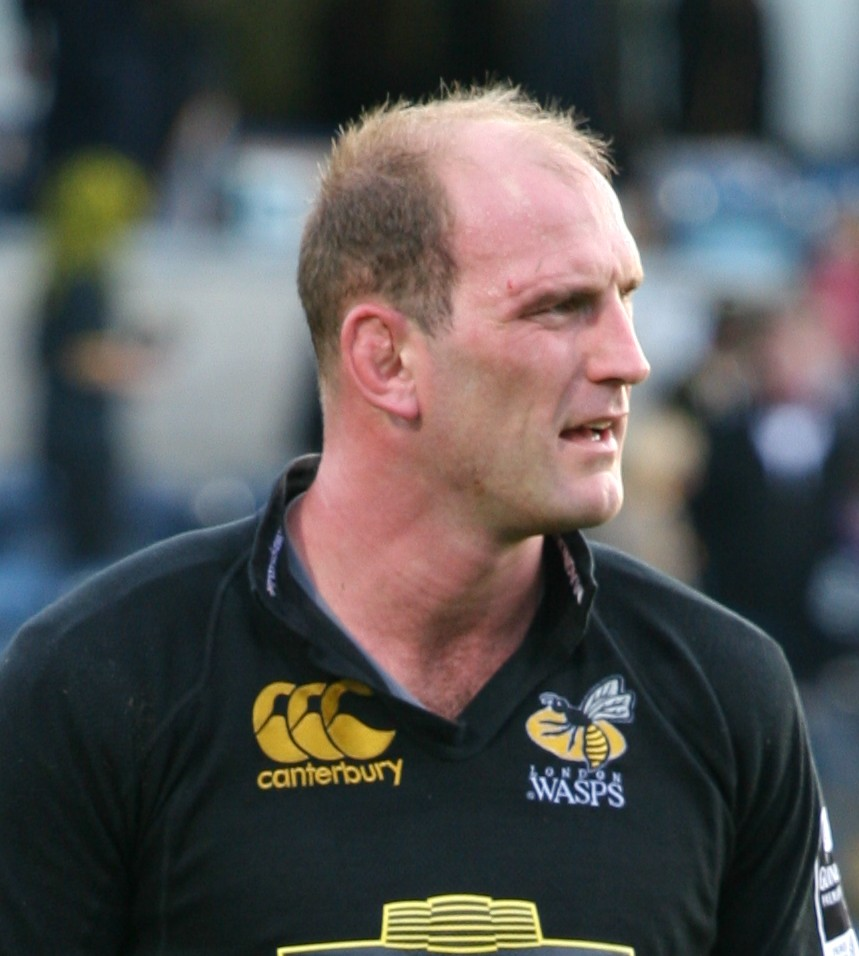
Lawrence Dallaglio avec les London Wasps en 2006

En 2005-2006, les Toulousains retrouvent Llanelli Scarlets, adversaire l'année écoulée, les London Wasps qui les ont battu en finale 2003-2004, et enfin les Écossais d'Édimbourg, adversaire le plus souvent croisé en Coupe d'Europe.
Le Stade l'emporte 50-28 contre une équipe galloise joueuse avec sept essais toulousains pour trois essais gallois.
Toulouse se déplace à Londres et obtient un match nul 15-15 avec cinq buts de Mark van Gisbergen pour deux essais de Gareth Thomas et Vincent Clerc, une transformation de Jean-Baptiste Élissalde et un drop de Frédéric Michalak.
Avec une victoire 13-20 à Édimbourg, la qualification est presque acquise.
Le match retour est remporté par les rouge et noir avec cinq essais inscrits contre l'équipe de Chris Paterson.
Pour la réception des Wasps, l'enjeu est la qualification entre les champions d'Europe 2004-2005 et les champions d'Europe 2003-2004. Les vainqueurs en 2004, Mark Van Gisbergen, Josh Lewsey, Tom Voyce, Lawrence Dallaglio, Joe Worsley, ont été rejoints par Matt Dawson ou Raphael Ibanez. Une solide équipe s'incline 19 à 13, avec un essai de Raphael Ibanez contre un de Gareth Thomas, les autres points sont inscrits par Mark van Gisbergen et Jean-Baptiste Élissalde.
Toulouse reste invaincu en l'emportant 49-42 à Llanelli avec quatre essais de Vincent Clerc, un d'Isitolo Maka et de Florian Fritz contre cinq essais inscrits par les Gallois de Dwayne Peel.
L'équipe toulousaine apparaît armée pour les phases finales. Elle est pourtant battue par la province irlandaise du Leinster. Le score est de 19-9 pour les Irlandais à la pause avec un essai de Brian O'Driscoll. Toulouse réagit en début de seconde période, mais encaisse trois nouveaux essais de Cameron Jowitt, Denis Hickie et Shane Horgan. Felipe Contepomi est efficace au pied. Les essais de Yannick Jauzion et Yannick Nyanga ne changent rien.
Le Leinster est ensuite battu par le Munster 6-30. Le Munster l'emporte en finale contre Biarritz olympique 23 à 19,.

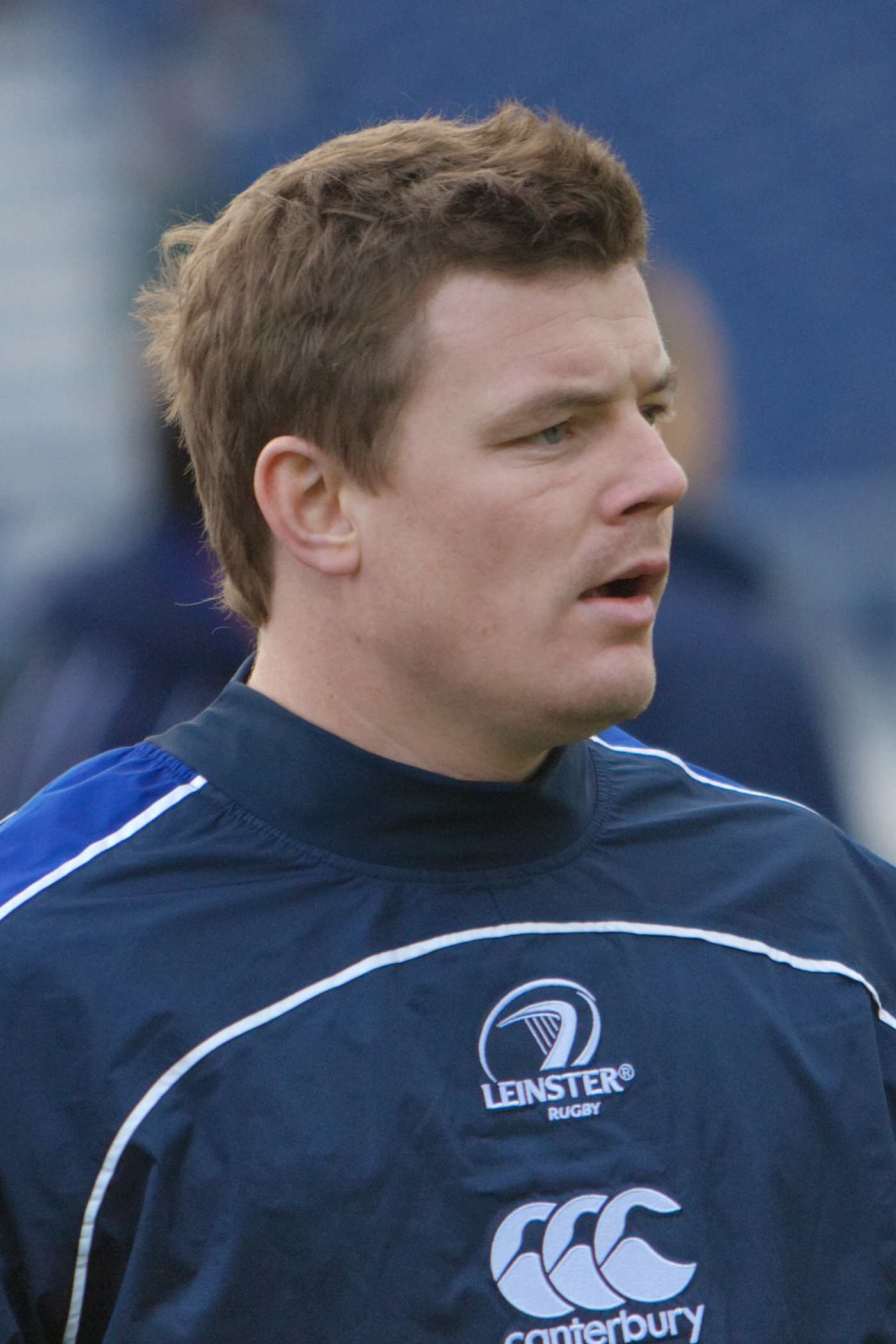
Brian O'Driscoll avec le Leinster

Coupe d'Europe :
|                  | Tour                          | Club              | Match | Club              |    |
| ---------------- | ----------------------------- | ----------------- | ----- | ----------------- | -- |
| 22 octobre 2005  | Phase de poules, poule 6 : J1 | Stade toulousain  | 50-28 | Llanelli Scarlets | 73 |
| 30 octobre 2005  | Phase de poules, poule 6 : J2 | London Wasps      | 15-15 | Stade toulousain  | 74 |
| 10 décembre 2005 | Phase de poules, poule 6 : J3 | Édimbourg         | 13-20 | Stade toulousain  | 75 |
| 17 décembre 2005 | Phase de poules, poule 6 : J4 | Stade toulousain  | 35-13 | Édimbourg         | 76 |
| 14 janvier 2006  | Phase de poules, poule 6 : J5 | Stade toulousain  | 19-13 | London Wasps      | 77 |
| 21 janvier 2006  | Phase de poules, poule 6 : J6 | Llanelli Scarlets | 42-49 | Stade toulousain  | 78 |
| 1er avril 2006   | Quart-de-finale               | Stade toulousain  | 35-41 | Leinster          | 79 |

Classement de la poule 6 :
| Place | Club              | Pts | J | V | N | D | Pts + | Pts - | Essais + | Essais - | Diff. | Bonus O | Bonus D |
| 1er   | Stade toulousain  | 25  | 6 | 5 | 1 | 0 | 188   | 124   | 22       | 11       | +11   | 3       | 0       |
| 2e    | London Wasps      | 14  | 6 | 2 | 1 | 3 | 173   | 118   | 18       | 13       | +5    | 2       | 2       |
| 3e    | Llanelli Scarlets | 12  | 6 | 2 | 0 | 4 | 152   | 206   | 18       | 26       | -8    | 2       | 2       |
| 4e    | Édimbourg         | 11  | 6 | 2 | 0 | 4 | 121   | 186   | 14       | 22       | -8    | 1       | 2       |

### 2006-2007

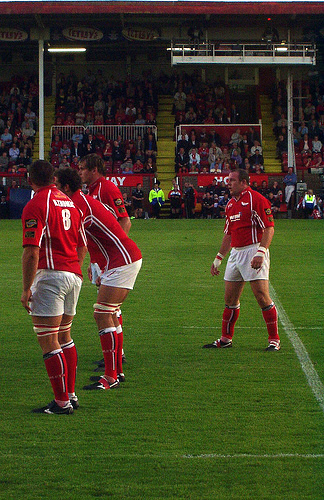
Les Llanelli Scarlets

Saison 2006-2007. Toulouse est opposée à l'Ulster, champion d'Europe 1998-1999 et vainqueur de la ligue celte 2005-2006, aux London Irish et aux Llanelli Scarlets, deux prétendants à la qualification.
Les Irlandais proposent un match sérieux contre Toulouse, l'Ulster l'emporte à Ravenhill 30 à 3, le Stade toulousain inscrit quatre essais contre les London Irish.
Contre les Scarlets, deux essais de Vincent Clerc et un de Clément Poitrenaud permettent à Toulouse de mener au score à Llanelli, avant que les Gallois n'inscrivent un essai transformé par Simon Easterby, pour une victoire 20-19.
Les Toulousains ont concédé deux défaites en trois matchs, les Gallois comptent trois victoires avant leur déplacement à Toulouse. Clément Poitrenaud inscrit quatre essais, le Stade toulousain mène à la pause 24-10. Après la pause, les Gallois inscrivent cinq essais, gagnent le match et éliminent les Toulousains.
Coupe d'Europe :
|                  | Tour                          | Club              | Match | Club              |    |
| ---------------- | ----------------------------- | ----------------- | ----- | ----------------- | -- |
| 21 octobre 2006  | Phase de poules, poule 5 : J1 | Ulster            | 30-3  | Stade toulousain  | 80 |
| 29 octobre 2006  | Phase de poules, poule 5 : J2 | Stade toulousain  | 37-17 | London Irish      | 81 |
| 9 décembre 2006  | Phase de poules, poule 5 : J3 | Llanelli Scarlets | 20-19 | Stade toulousain  | 81 |
| 16 décembre 2006 | Phase de poules, poule 5 : J4 | Stade toulousain  | 34-41 | Llanelli Scarlets | 83 |
| 13 janvier 2007  | Phase de poules, poule 5 : J5 | London Irish      | 24-26 | Stade toulousain  | 84 |
| 21 janvier 2007  | Phase de poules, poule 5 : J6 | Stade toulousain  | 28-13 | Ulster            | 85 |

Classement de la poule 5 :
| Place | Club              | Pts | J | V | N | D | Pts + | Pts - | Essais + | Essais - | Diff. | Bonus O | Bonus D |
| 1er   | Llanelli Scarlets | 27  | 6 | 6 | 0 | 0 | 169   | 120   | 20       | 12       | +8    | 3       | 0       |
| 2e    | Stade toulousain  | 17  | 6 | 3 | 0 | 3 | 147   | 145   | 18       | 17       | +1    | 3       | 2       |
| 3e    | Ulster            | 10  | 6 | 2 | 0 | 4 | 111   | 129   | 10       | 15       | -5    | 1       | 1       |
| 4e    | London Irish      | 9   | 6 | 1 | 0 | 5 | 124   | 157   | 15       | 19       | -4    | 2       | 3       |

### 2007-2008

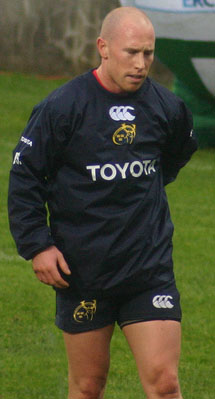
Peter Stringer avec le Munster

Vingt-quatre clubs, provinces ou franchises s'affrontent dans six poules de quatre équipes en match aller-retour. Le premier de chaque poule et les deux meilleurs seconds sont qualifiés pour les quarts de finale.
Le Stade l'emporte à l'extérieur en Écosse, avant de dominer la province du Leinster 33-6 à Toulouse. Toulouse reste invaincu à la maison, mais ne parvient pas à l'emporter à Leicester ou au Leinster. Comme Toulouse, Leicester et le Leinster l'emportent à domicile et perdent à l'extérieur dans leurs confrontations directes. Édimbourg permet à Toulouse de se qualifier en battant à la fois les Anglais et les Irlandais.
Toulouse, avec deux défaites concédées en poule, n'est que quatrième au classement général. Il reçoit Cardiff Blues et l'emporte en inscrivant quatre essais (Maxime Médard, Maleli Kunavore, Vincent Clerc, Jean Bouilhou).
La demi-finale se joue chez les étonnants London Irish, club qui n'est jamais parvenu à ce stade de la compétition. Toulouse l'emporte 21-15 et joue la finale contre le Munster.
Bien que joué à Cardiff, le stade est acquis au Munster. En première mi-temps, le match est dominé par les Toulousains. Ils ne parviennent pas à marquer sur leurs temps forts. Après la pause, le Munster confisque le ballon et gère le score, s'imposant 16-13.
Coupe d'Europe :
|                  | Tour                          | Club             | Match | Club             |    |
| ---------------- | ----------------------------- | ---------------- | ----- | ---------------- | -- |
| 10 novembre 2007 | Phase de poules, poule 6 : J1 | Édimbourg        | 15-19 | Stade toulousain | 86 |
| 18 novembre 2007 | Phase de poules, poule 6 : J2 | Stade toulousain | 33-6  | Leinster         | 87 |
| 8 décembre 2007  | Phase de poules, poule 6 : J3 | Leicester Tigers | 14-9  | Stade toulousain | 88 |
| 16 décembre 2007 | Phase de poules, poule 6 : J4 | Stade toulousain | 22-11 | Leicester Tigers | 89 |
| 12 janvier 2008  | Phase de poules, poule 6 : J5 | Leinster         | 20-13 | Stade toulousain | 90 |
| 19 janvier 2008  | Phase de poules, poule 6 : J6 | Stade toulousain | 34-10 | Édimbourg        | 91 |
| 6 avril 2008     | Quart-de-finale               | Stade toulousain | 41-17 | Cardiff Blues    | 92 |
| 26 avril 2008    | Demi-finale                   | London Irish     | 15-21 | Stade toulousain | 93 |
| 24 mai 2008      | Finale                        | Munster          | 16-13 | Stade toulousain | 94 |

Classement de la poule 6 :
| Place | Club             | Pts | J | V | N | D | Pts + | Pts - | Essais + | Essais - | Diff. | Bonus O | Bonus D |
| 1er   | Stade toulousain | 20  | 6 | 4 | 0 | 2 | 130   | 76    | 13       | 7        | +6    | 2       | 2       |
| 2e    | Leicester Tigers | 14  | 6 | 3 | 0 | 3 | 110   | 79    | 10       | 5        | +5    | 1       | 1       |
| 3e    | Leinster         | 12  | 6 | 3 | 0 | 3 | 95    | 123   | 7        | 11       | -4    | 0       | 0       |
| 4e    | Édimbourg        | 9   | 6 | 2 | 0 | 4 | 85    | 142   | 8        | 15       | -7    | 0       | 1       |

### 2008-2009

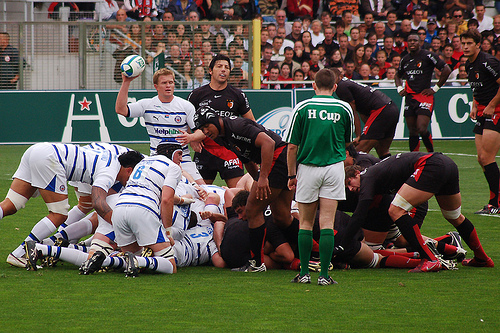
Byron Kelleher et Michael Claassens le 12 octobre 2008.

Vingt-quatre clubs, provinces ou franchises s'affrontent dans six poules de quatre équipes en match aller-retour en 2008-2009. Le premier de chaque poule et les deux meilleurs seconds sont qualifiés pour les quarts de finale. La poule du finaliste de la dernière édition, le Stade toulousain, est abordable, avec le club anglais Bath, et deux clubs, les Dragons et les Glasgow Warriors.
Pour le premier match, le Stade toulousain reçoit Bath et gagne difficilement 18 à 16,. David Skrela réussit une pénalité à la dernière minute. Le leader du championnat d'Angleterre est bon en défense, joue bien offensivement avec une paire sud-africaine de demis en forme (Butch James et Michael Claassens).
Une victoire à Glasgow est nécessaire pour la qualification. Une bonne entame de seconde période est ponctuée par deux essais de Byron Kelleher et de Yannick Jauzion, score final de 22-16,.
Le Stade accueille les Gallois de Newport le 6 décembre 2008, gagnent 26-7 avec le point du bonus en prime ; réalisations de Yannick Jauzion, Clément Poitrenaud, Maxime Médard et Florian Fritz, Frédéric Michalak qui renoue avec les joutes européennes.
Le Stade s'impose au match retour 26-13. Avec quatre victoires, le Stade a bien commencé.
À la surprise générale, les Toulousains s'inclinent 26-33 à domicile contre Glasgow,,, avec des réalisations du centre Graeme Morrison, du troisième ligne Kelly Brown et de l'ailier Max Evans.
Le déplacement à Bath s'annonce délicat. Les London Wasps perdent à Castres et qualifient Toulouse. Les deux équipes se séparent sur un match nul 3-3. Toulouse est second de poule, huitième qualifié et doit se déplacer à Cardiff contre une équipe invaincue.
Toulouse ne concrétise pas les temps forts, la défense galloise n'encaisse aucun essai, les Gallois se qualifient pour la demi-finale, une première depuis treize années,.

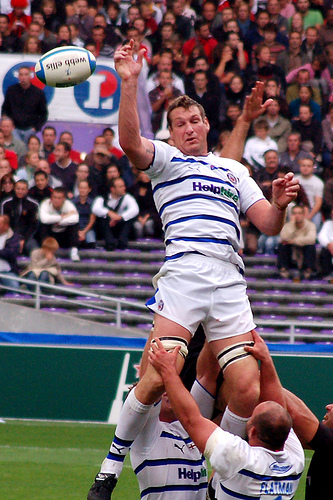
Justin Harrison contre Toulouse le 12 octobre 2008.

Coupe d'Europe :
|                  | Tour                          | Club             | Match | Club             |     |
| ---------------- | ----------------------------- | ---------------- | ----- | ---------------- | --- |
| 12 octobre 2008  | Phase de poules, poule 5 : J1 | Stade toulousain | 18-16 | Bath Rugby       | 95  |
| 17 octobre 2008  | Phase de poules, poule 5 : J2 | Glasgow Warriors | 16-22 | Stade toulousain | 96  |
| 6 décembre 2008  | Phase de poules, poule 5 : J3 | Stade toulousain | 26-7  | Dragons          | 97  |
| 13 décembre 2008 | Phase de poules, poule 5 : J4 | Dragons          | 13-26 | Stade toulousain | 98  |
| 17 janvier 2009  | Phase de poules, poule 5 : J5 | Stade toulousain | 26-33 | Glasgow Warriors | 99  |
| 24 janvier 2009  | Phase de poules, poule 5 : J6 | Bath Rugby       | 3-3   | Stade toulousain | 100 |
| 11 avril 2008    | Quart-de-finale               | Cardiff Blues    | 9-6   | Stade toulousain | 101 |

Classement de la poule 5 :
| Place | Club             | Pts | J | V | N | D | Pts + | Pts - | Essais + | Essais - | Diff. | Bonus O | Bonus D |
| 1er   | Bath Rugby       | 21  | 6 | 4 | 1 | 1 | 107   | 92    | 13       | 8        | + 5   | 2       | 1       |
| 2e    | Stade toulousain | 20  | 6 | 4 | 1 | 1 | 121   | 88    | 12       | 8        | +4    | 1       | 1       |
| 3e    | Glasgow Warriors | 12  | 6 | 2 | 0 | 4 | 134   | 150   | 14       | 17       | -3    | 1       | 3       |
| 4e    | Dragons          | 7   | 6 | 1 | 0 | 5 | 83    | 115   | 8        | 14       | -6    | 0       | 3       |

### 2009-2010

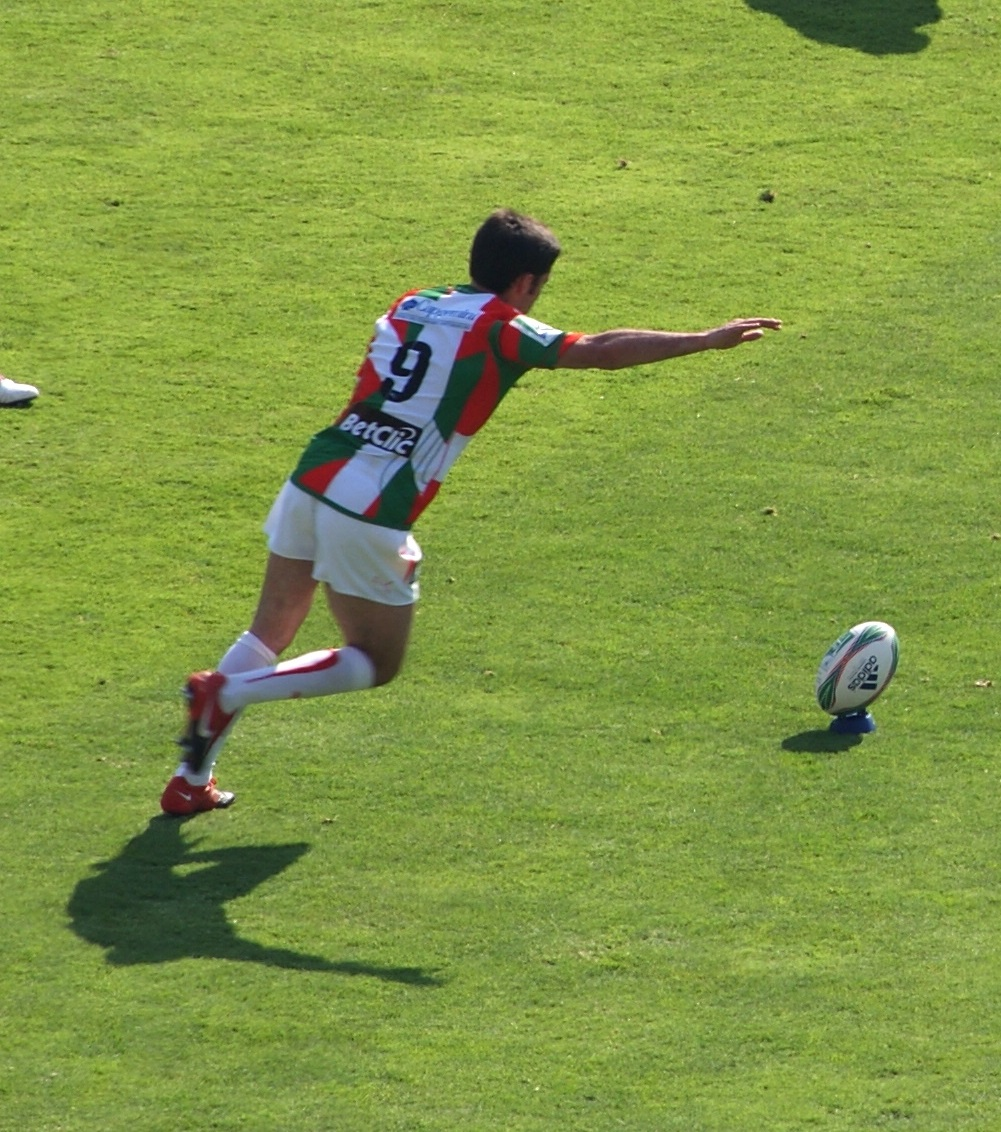
Dimitri Yachvili le 10 avril 2010.

Coupe d'Europe :
|                  | Tour                          | Club             | Match   | Club               |     |
| ---------------- | ----------------------------- | ---------------- | ------- | ------------------ | --- |
| 11 octobre 2009  | Phase de poules, poule 5 : J1 | Stade toulousain | 36 - 17 | Sale Sharks        | 102 |
| 17 octobre 2009  | Phase de poules, poule 5 : J2 | Harlequins       | 19-23   | Stade toulousain   | 103 |
| 12 décembre 2009 | Phase de poules, poule 5 : J3 | Cardiff Blues    | 15-9    | Stade toulousain   | 104 |
| 19 décembre 2009 | Phase de poules, poule 5 : J4 | Stade toulousain | 23-7    | Cardiff Blues      | 105 |
| 17 janvier 2010  | Phase de poules, poule 5 : J5 | Stade toulousain | 33-21   | Harlequins         | 106 |
| 24 janvier 2010  | Phase de poules, poule 5 : J6 | Sale Sharks      | 13-19   | Stade toulousain   | 107 |
| 11 avril 2010    | Quart de finale               | Stade toulousain | 42-16   | Stade français     | 108 |
| 1er mai 2010     | Demi-finale                   | Stade toulousain | 26-16   | Leinster           | 109 |
| 22 mai 2010      | Finale                        | Stade toulousain | 21-19   | Biarritz olympique | 110 |

Classement de la poule 5 :
| Place | Club             | Pts | J | V | N | D | Pts + | Pts - | Essais + | Essais - | Diff. | Bonus O | Bonus D |
| 1er   | Stade toulousain | 23  | 6 | 5 | 0 | 1 | 143   | 92    | 13       | 9        | +4    | 2       | 1       |
| 2e    | Cardiff Blues    | 18  | 6 | 4 | 0 | 2 | 149   | 104   | 14       | 10       | +4    | 1       | 1       |
| 3e    | Sale Sharks      | 15  | 6 | 3 | 0 | 3 | 126   | 153   | 15       | 16       | -1    | 1       | 2       |
| 4e    | Harlequins       | 2   | 6 | 0 | 0 | 6 | 102   | 171   | 13       | 20       | -7    | 0       | 2       |

### 2010-2011
Coupe d'Europe :
|                  | Tour                          | Club                  | Match              | Club                  |     |
| ---------------- | ----------------------------- | --------------------- | ------------------ | --------------------- | --- |
| 10 octobre 2010  | Phase de poules, poule 6 : J1 | Stade toulousain      | 18 - 16            | London Wasps          | 111 |
| 16 octobre 2010  | Phase de poules, poule 6 : J2 | Newport Gwent Dragons | 19-40              | Stade toulousain      | 112 |
| 10 décembre 2010 | Phase de poules, poule 6 : J3 | Glasgow Warriors      | 16-28              | Stade toulousain      | 113 |
| 21 décembre 2010 | Phase de poules, poule 6 : J4 | Stade toulousain      | 37-10              | Glasgow Warriors      | 114 |
| 15 janvier 2011  | Phase de poules, poule 6 : J5 | Stade toulousain      | 17-3               | Newport Gwent Dragons | 115 |
| 23 janvier 2011  | Phase de poules, poule 6 : J6 | London Wasps          | 21-16              | Stade toulousain      | 116 |
| 10 avril 2011    | Quart de finale               | Biarritz olympique    | 20-27 a.p. (17-17) | Stade toulousain      | 117 |
| 30 avril 2011    | Demi-finale                   | Leinster              | 32-23              | Stade toulousain      | 118 |

Classement de la poule 5 :
| Place | Club             | Pts | J | V | N | D | Pts + | Pts - | Essais + | Essais - | Diff. | Bonus O | Bonus D |
| 1er   | Stade toulousain | 23  | 6 | 5 | 0 | 1 | 143   | 92    | 13       | 9        | +4    | 2       | 1       |
| 2e    | London Wasps     | 18  | 6 | 4 | 0 | 2 | 149   | 104   | 14       | 10       | +4    | 1       | 1       |
| 3e    | Glasgow Warriors | 15  | 6 | 3 | 0 | 3 | 126   | 153   | 15       | 16       | -1    | 1       | 2       |
| 4e    | Harlequins       | 2   | 6 | 0 | 0 | 6 | 102   | 171   | 13       | 20       | -7    | 0       | 2       |

### 2011-2012
Coupe d'Europe :
|                  | Tour                          | Club             | Match   | Club             |     |
| ---------------- | ----------------------------- | ---------------- | ------- | ---------------- | --- |
| 13 novembre 2011 | Phase de poules, poule 6 : J1 | Stade toulousain | 21 - 17 | Gloucester       | 119 |
| 19 novembre 2011 | Phase de poules, poule 6 : J2 | Connacht Rugby   | 10-36   | Stade toulousain | 120 |
| 9 décembre 2011  | Phase de poules, poule 6 : J3 | Harlequins       | 10-21   | Stade toulousain | 121 |
| 18 décembre 2011 | Phase de poules, poule 6 : J4 | Stade toulousain | 24-31   | Harlequins       | 122 |
| 14 janvier 2012  | Phase de poules, poule 6 : J5 | Stade toulousain | 24-3    | Connacht Rugby   | 123 |
| 20 janvier 2012  | Phase de poules, poule 6 : J6 | Gloucester       | 34-24   | Stade toulousain | 124 |
| 7 avril 2012     | Quart de finale               | Édimbourg        | 19-14   | Stade toulousain | 125 |

Classement de la poule 6 :
| Place | Club             | Pts | J | V | N | D | Pts + | Pts - | Essais + | Essais - | Diff. | Bonus O | Bonus D |
| 1er   | Stade toulousain | 18  | 6 | 4 | 0 | 2 | 150   | 105   | 16       | 11       | +5    | 1       | 1       |
| 2e    | Harlequins       | 17  | 6 | 4 | 0 | 2 | 122   | 94    | 11       | 7        | +4    | 0       | 1       |
| 3e    | Gloucester Rugby | 12  | 6 | 3 | 0 | 3 | 111   | 122   | 10       | 12       | -2    | 0       | 0       |
| 4e    | Connacht Rugby   | 6   | 6 | 1 | 0 | 5 | 68    | 130   | 5        | 12       | -7    | 0       | 2       |

### 2012-2013
Coupe d'Europe :
|                  | Tour                          | Club             | Match  | Club             |     |
| ---------------- | ----------------------------- | ---------------- | ------ | ---------------- | --- |
| 14 octobre 2012  | Phase de poules, poule 2 : J1 | Stade toulousain | 23 - 9 | Leicester Tigers | 126 |
| 20 octobre 2012  | Phase de poules, poule 2 : J2 | Benetton Trévise | 21-33  | Stade toulousain | 127 |
| 8 décembre 2012  | Phase de poules, poule 2 : J3 | Stade toulousain | 30-14  | Ospreys          | 128 |
| 15 décembre 2012 | Phase de poules, poule 2 : J4 | Ospreys          | 17-6   | Stade toulousain | 129 |
| 13 janvier 2013  | Phase de poules, poule 2 : J5 | Stade toulousain | 35-14  | Benetton Trévise | 130 |
| 20 janvier 2013  | Phase de poules, poule 2 : J6 | Leicester Tigers | 9-5    | Stade toulousain | 131 |

Challenge européen :
|              | Tour            | Club          | Match   | Club             |    |
| ------------ | --------------- | ------------- | ------- | ---------------- | -- |
| 5 avril 2013 | Quart de finale | USA Perpignan | 30 - 19 | Stade toulousain | 1* |

*il s'agit du premier match en Challenge européen du Stade Toulousain
Classement de la poule 2 :
| Place | Club             | Pts | J | V | N | D | Pts + | Pts - | Essais + | Essais - | Diff. | Bonus O | Bonus D |
| 1er   | Leicester Tigers | 20  | 6 | 4 | 1 | 1 | 119   | 103   | 13       | 9        | +16   | 2       | 0       |
| 2e    | Stade toulousain | 19  | 6 | 4 | 0 | 2 | 132   | 84    | 15       | 4        | +48   | 2       | 1       |
| 3e    | Ospreys          | 12  | 6 | 2 | 1 | 3 | 120   | 124   | 11       | 15       | -4    | 1       | 1       |
| 4e    | Benetton Trévise | 5   | 6 | 1 | 0 | 5 | 107   | 167   | 9        | 20       | -60   | 0       | 1       |

### 2013-2014
Coupe d'Europe :
|                  | Tour                          | Club             | Match  | Club             |     |
| ---------------- | ----------------------------- | ---------------- | ------ | ---------------- | --- |
| 11 octobre 2013  | Phase de poules, poule 3 : J1 | Stade toulousain | 38 - 5 | Zebre            | 132 |
| 18 octobre 2013  | Phase de poules, poule 3 : J2 | Saracens         | 16-17  | Stade toulousain | 133 |
| 8 décembre 2013  | Phase de poules, poule 3 : J3 | Stade toulousain | 14-16  | Connacht         | 134 |
| 14 décembre 2013 | Phase de poules, poule 3 : J4 | Connacht         | 9-37   | Stade toulousain | 135 |
| 11 janvier 2014  | Phase de poules, poule 3 : J5 | Stade toulousain | 21-11  | Saracens         | 136 |
| 18 janvier 2014  | Phase de poules, poule 3 : J6 | Zebre            | 6-16   | Stade toulousain | 137 |
| 5 avril 2014     | Quart de finale               | Munster          | 47-23  | Stade toulousain | 138 |

Classement de la poule 3 :
| Place | Club             | Pts | J | V | N | D | Pts + | Pts - | Essais + | Essais - | Diff. | Bonus O | Bonus D |
| 1er   | Stade toulousain | 23  | 6 | 5 | 0 | 1 | 143   | 63    | 16       | 4        | +80   | 2       | 1       |
| 2e    | Saracens         | 20  | 6 | 4 | 0 | 2 | 217   | 74    | 29       | 5        | +143  | 3       | 1       |
| 3e    | Connacht         | 13  | 6 | 3 | 0 | 3 | 101   | 147   | 7        | 20       | -46   | 0       | 1       |
| 4e    | Zebre            | 0   | 6 | 0 | 0 | 6 | 33    | 210   | 2        | 25       | -177  | 0       | 0       |

### 2014-2015
Coupe d'Europe :
|                  | Tour                          | Club             | Match   | Club             |     |
| ---------------- | ----------------------------- | ---------------- | ------- | ---------------- | --- |
| 19 octobre 2014  | Phase de poules, poule 4 : J1 | Stade toulousain | 30 - 23 | Montpellier HR   | 139 |
| 25 octobre 2014  | Phase de poules, poule 4 : J2 | Bath             | 19-21   | Stade toulousain | 140 |
| 7 décembre 2014  | Phase de poules, poule 4 : J3 | Stade toulousain | 19-11   | Glasgow Warriors | 141 |
| 13 décembre 2014 | Phase de poules, poule 4 : J4 | Glasgow Warriors | 9-12    | Stade toulousain | 142 |
| 17 janvier 2015  | Phase de poules, poule 4 : J5 | Stade toulousain | 18-35   | Bath             | 143 |
| 24 janvier 2015  | Phase de poules, poule 4 : J6 | Montpellier HR   | 27-26   | Stade toulousain | 144 |

| Rang | Équipe           | J | V | N | D | Em | Ee | Bo | Bd | Pm  | Pe  | Diff | Pts |
| ---- | ---------------- | - | - | - | - | -- | -- | -- | -- | --- | --- | ---- | --- |
| 1    | Bath Rugby       | 6 | 4 | 0 | 2 | 13 | 13 | 2  | 1  | 146 | 108 | +38  | 19  |
| 2    | Stade toulousain | 6 | 4 | 0 | 2 | 9  | 8  | 0  | 1  | 126 | 113 | +13  | 17  |
| 3    | Glasgow Warriors | 6 | 3 | 0 | 3 | 9  | 4  | 1  | 2  | 108 | 79  | +29  | 15  |
| 4    | Montpellier HR   | 6 | 1 | 0 | 5 | 7  | 13 | 0  | 2  | 90  | 144 | -54  | 6   |

### 2015-2016
Coupe d'Europe :
| Rang | Équipe           | J | V | N | D | Em | Ee | Bo | Bd | Pm  | Pe  | Diff | Pts |
| ---- | ---------------- | - | - | - | - | -- | -- | -- | -- | --- | --- | ---- | --- |
| 1    | Saracens         | 6 | 6 | 0 | 0 | 26 | 8  | 4  | 0  | 220 | 73  | +147 | 28  |
| 2    | Ulster           | 6 | 4 | 0 | 2 | 21 | 12 | 2  | 0  | 169 | 109 | +60  | 18  |
| 3    | US Oyonnax       | 6 | 1 | 0 | 5 | 10 | 30 | 1  | 2  | 99  | 218 | -119 | 7   |
| 4    | Stade toulousain | 6 | 1 | 0 | 5 | 11 | 18 | 0  | 1  | 85  | 173 | -88  | 5   |

### 2016-2017
Coupe d'Europe :
| Rang | Équipe           | J | V | N | D | Em | Ee | Bo | Bd | Pm  | Pe  | Diff | Pts |
| ---- | ---------------- | - | - | - | - | -- | -- | -- | -- | --- | --- | ---- | --- |
| 1    | Wasps            | 6 | 4 | 1 | 1 | 28 | 13 | 3  | 1  | 210 | 112 | +98  | 22  |
| 2    | Stade toulousain | 6 | 3 | 1 | 2 | 22 | 10 | 2  | 2  | 164 | 91  | +73  | 18  |
| 3    | Connacht         | 6 | 4 | 0 | 2 | 26 | 15 | 2  | 0  | 188 | 118 | +70  | 18  |
| 4    | Zebre            | 6 | 0 | 0 | 6 | 11 | 49 | 0  | 0  | 90  | 331 | -241 | 0   |

| Quart de finale 1er avril 2017 18 h 45 | Munster | 41 - 16 (13 - 9) | Stade toulousain | Thomond Park, Limerick 26 200 spectateurs Arbitre : JP Doyle |
| Quart de finale 1er avril 2017 18 h 45 | Essai(s) : 4 Ryan (4e), Stander (47e), Sweetnam (75e), Conway (79e) Transformation(s) : 3 Bleyendaal (4e, 77e, 80e) Pénalité(s) : 5 Bleyendaal (9e, 26e, 42e, 52e, 74e) |                  | Essai(s) : 1 Perez (54e) Transformation(s) : 1 Doussain (55e) Pénalité(s) : 3 Doussain (19e, 31e, 40e) Carton(s) jaune(s) : 1 Cros (1re) | Thomond Park, Limerick 26 200 spectateurs Arbitre : JP Doyle |
| Quart de finale 1er avril 2017 18 h 45 | |                  | | Thomond Park, Limerick 26 200 spectateurs Arbitre : JP Doyle |

### 2017-2018
Challenge européen :
| Rang | Équipe           | J | V | N | D | Em | Ee | Bo | Bd | Pm  | Pe  | Diff | Pts |
| ---- | ---------------- | - | - | - | - | -- | -- | -- | -- | --- | --- | ---- | --- |
| 1    | Cardiff Blues    | 6 | 5 | 0 | 1 | 9  | 8  | 1  | 0  | 99  | 95  | +4   | 21  |
| 2    | Stade toulousain | 6 | 2 | 1 | 3 | 10 | 10 | 2  | 2  | 117 | 120 | -3   | 14  |
| 3    | Sale Sharks      | 6 | 2 | 1 | 3 | 9  | 7  | 0  | 2  | 110 | 102 | +8   | 12  |
| 4    | Lyon OU          | 6 | 2 | 0 | 4 | 11 | 14 | 0  | 3  | 121 | 130 | -9   | 11  |

### 2018-2019
Coupe d'Europe :
| Rang | Équipe           | J | V | N | D | Em | Ee | Bo | Bd | Pm  | Pe  | Diff | Pts |
| ---- | ---------------- | - | - | - | - | -- | -- | -- | -- | --- | --- | ---- | --- |
| 1    | Leinster (T)     | 6 | 5 | 0 | 1 | 27 | 10 | 4  | 1  | 204 | 88  | +116 | 25  |
| 2    | Stade toulousain | 6 | 5 | 0 | 1 | 16 | 15 | 1  | 0  | 149 | 136 | +13  | 21  |
| 3    | Bath Rugby       | 6 | 1 | 1 | 4 | 14 | 19 | 1  | 3  | 115 | 152 | -37  | 10  |
| 4    | Wasps            | 6 | 0 | 1 | 5 | 13 | 26 | 1  | 1  | 116 | 208 | -92  | 4   |

| Quart de finale 31 mars 2019 16 h 15 | Racing 92 | 21 - 22 (10 - 19) | Stade toulousain | Paris La Défense Arena à Nanterre 26 092 spectateurs Arbitre : Luke Pearce |
| Quart de finale 31 mars 2019 16 h 15 | Essai(s) : 2 Thomas (18e), Chat (73e) Transformation(s) : 1 Machenaud (28e) Pénalité(s) : 3 Machenaud (13e, 48e, 54e) Carton(s) jaune(s) : 1 Thomas (28e), Imhoff (66e) |                   | Essai(s) : 3 Dupont (6e, 35e), Médard (30e) Transformation(s) : 2 Holmes (7e), Ntamack (36e) Pénalité(s) : 1 Ramos (67e) Carton(s) rouge(s) : 1 Holmes (22e) | Paris La Défense Arena à Nanterre 26 092 spectateurs Arbitre : Luke Pearce |
| Quart de finale 31 mars 2019 16 h 15 | |                   | | Paris La Défense Arena à Nanterre 26 092 spectateurs Arbitre : Luke Pearce |

| Demi-finale 21 avril 2019 16 h 15 | Leinster | 30 - 12 (17 - 6) | Stade toulousain                                                                      | Aviva Stadium à Dublin 42 916 spectateurs Arbitre : Wayne Barnes |
| Demi-finale 21 avril 2019 16 h 15 | Essai(s) : 3 Lowe (14e), L.McGrath (26e), Fardy (53e) Transformation(s) : 3 Sexton (15e, 27e, 54e) Pénalité(s) : 3 Sexton (10e, 65e), R.Byrne (77e) Carton(s) jaune(s) : 1 Henshaw (30e) |                  | Pénalité(s) : 4 Ramos (6e, 31e, 44e), Ntamack (60e) Carton(s) jaune(s) : 1 Gray (25e) | Aviva Stadium à Dublin 42 916 spectateurs Arbitre : Wayne Barnes |
| Demi-finale 21 avril 2019 16 h 15 | |                  |                                                                                       | Aviva Stadium à Dublin 42 916 spectateurs Arbitre : Wayne Barnes |

### 2019-2020
Coupe d'Europe :
| Rang | Équipe           | J | V | N | D | Em | Ee | Bo | Bd | Pm  | Pe  | Diff | Pts |
| ---- | ---------------- | - | - | - | - | -- | -- | -- | -- | --- | --- | ---- | --- |
| 1    | Stade toulousain | 6 | 6 | 0 | 0 | 19 | 9  | 3  | 0  | 162 | 85  | +77  | 27  |
| 2    | Gloucester RFC   | 6 | 2 | 0 | 4 | 19 | 14 | 3  | 3  | 140 | 140 | 0    | 14  |
| 3    | Montpellier HR   | 6 | 2 | 0 | 4 | 12 | 20 | 1  | 1  | 118 | 157 | -39  | 10  |
| 4    | Connacht         | 6 | 2 | 0 | 4 | 15 | 22 | 1  | 1  | 120 | 158 | -38  | 10  |

| Quart de finale 20 septembre 2020 13 h 30 | Stade toulousain | 36 - 8 (15 - 3) | Ulster                                                     | Stade Ernest-Wallon, Toulouse 5 000 spectateurs Arbitre : Wayne Barnes |
| Quart de finale 20 septembre 2020 13 h 30 | Essai(s) : 5 · Kolbe 2e 38e · Dupont 49e · Ahki 61e · Ramos 66e · Transformation(s) : 4/5 · Ramos 40e 51e 62e 68e · Pénalité(s) : 1 · Ramos 13e · |                 | Essai(s) : 1 · 71e Cooney · Pénalité(s) : 1 · 25e Cooney · | Stade Ernest-Wallon, Toulouse 5 000 spectateurs Arbitre : Wayne Barnes |
| Quart de finale 20 septembre 2020 13 h 30 | |                 |                                                            | Stade Ernest-Wallon, Toulouse 5 000 spectateurs Arbitre : Wayne Barnes |

| Demi-finale 26 septembre 2020 16 h 30 | Exeter Chiefs | 28 - 18 (14 - 11) | Stade toulousain                                                                                                   | Sandy Park, Exeter 0 spectateurs Arbitre : Andrew Brace |
| Demi-finale 26 septembre 2020 16 h 30 | Essai(s) : 4 · Williams 31e 60e · S. Simmonds 40e · J. Simmonds 70e · Transformation(s) : 4/4 · J. Simmonds 32e 40+1e 61e 71e · |                   | Essai(s) : 2 · 36e Placines · 76e Lebel · Transformation(s) : 1/2 · 76e Ramos · Pénalité(s) : 2/3 · 5e 14e Ramos · | Sandy Park, Exeter 0 spectateurs Arbitre : Andrew Brace |
| Demi-finale 26 septembre 2020 16 h 30 | |                   | | Sandy Park, Exeter 0 spectateurs Arbitre : Andrew Brace |

### 2020-2021
Coupe d'Europe :
La saison 2020-2021 est marquée par l'instauration d'une nouvelle formule qui remplace les poules de 4 équipes par une phase de classement de 4 rencontres avec deux poules de 12 équipes. La pandémie de Covid-19 en Europe perturbe le déroulement de cette phase. La compétition reprend en avril 2021, avec un phase finale à partir des huitièmes de finale.
Malgré la participation des équipes britanniques et irlandaises, le Stade toulousain n'affronte que des clubs français à partir des quarts de finale de la compétition.
| 1re journée 11 décembre 2020 20 h WET | Ulster Rugby | 22 - 29 (12 - 14) | Stade toulousain | Kingspan Stadium, Belfast 500 spectateurs Arbitre : Matthew Carley |
| 1re journée 11 décembre 2020 20 h WET | Essai(s) : 3 Herring (13e, 56e), Madigan (16e) Transformation(s) : 2 Cooney (14e, 57e) Pénalité(s) : 1 Cooney (43e) | Rapport           | Essai(s) : 4 Kolbe (19e, 64e), Dupont (38e), Arnold (52e) Transformation(s) : 3 Ramos (20e, 39e, 53e) Pénalité(s) : 1 Ramos (76e) Carton(s) jaune(s) : 1 Médard (69e) | Kingspan Stadium, Belfast 500 spectateurs Arbitre : Matthew Carley |
| 1re journée 11 décembre 2020 20 h WET | | Rapport           | | Kingspan Stadium, Belfast 500 spectateurs Arbitre : Matthew Carley |

| Huitième de finale 3 avril 2021 16 h | Munster Rugby | 33 - 40 (16 - 9) | Stade toulousain | Thomond Park, Limerick 0 spectateurs Arbitre : Wayne Barnes |
| Huitième de finale 3 avril 2021 16 h | Essai(s) : 4 Earls (24e, 27e), Coombes (50e, 80e) Transformation(s) : 2 Carbery (51e), Casey (80e) Pénalité(s) : 3 Carbery (14e, 40e), Hanrahan (65e) Carton(s) jaune(s) : 1 Farrell (4e) | Rapport          | Essai(s) : 4 Lebel (42e), Marchand (54e), Dupont (67e, 76e) Transformation(s) : 4 Ntamack (43e, 55e, 68e, 77e) Pénalité(s) : 4 Ntamack (3e, 16e, 30e, 75e) Carton(s) jaune(s) : 1 Castets (80e) | Thomond Park, Limerick 0 spectateurs Arbitre : Wayne Barnes |
| Huitième de finale 3 avril 2021 16 h | | Rapport          | | Thomond Park, Limerick 0 spectateurs Arbitre : Wayne Barnes |

| Quart de finale 11 avril 2021 16 h | ASM Clermont                               | 12 - 21 (6 - 6) | Stade toulousain                                            | Stade Marcel-Michelin, Clermont-Ferrand 0 spectateurs Arbitre : Luke Pearce |
| Quart de finale 11 avril 2021 16 h | Pénalité(s) : 4 Parra (24e, 28e, 41e, 57e) | Rapport         | Pénalité(s) : 6 Ntamack (32e, 39e, 48e, 55e, 61e, 64e, 72e) | Stade Marcel-Michelin, Clermont-Ferrand 0 spectateurs Arbitre : Luke Pearce |
| Quart de finale 11 avril 2021 16 h |                                            | Rapport         |                                                             | Stade Marcel-Michelin, Clermont-Ferrand 0 spectateurs Arbitre : Luke Pearce |

| Demi-finale 1er mai 2021 16 h | Stade toulousain                                                                                            | 21 - 9 (8 - 6) | Union Bordeaux Bègles                                                 | Stade Ernest-Wallon, Toulouse 0 spectateurs Arbitre : Wayne Barnes |
| Demi-finale 1er mai 2021 16 h | Essai(s) : Lebel (5e), Dupont (71e) Transformation(s) : Ntamack (72e) Pénalité(s) : Ntamack (38e, 44e, 64e) | Rapport        | Pénalité(s) : Jalibert (3e, 20e, 68e) Carton(s) jaune(s) : Woki (25e) | Stade Ernest-Wallon, Toulouse 0 spectateurs Arbitre : Wayne Barnes |
| Demi-finale 1er mai 2021 16 h | | Rapport        |                                                                       | Stade Ernest-Wallon, Toulouse 0 spectateurs Arbitre : Wayne Barnes |

| Finale 22 mai 2021 17 h 45 | Stade rochelais                                                                                            | 17 - 22 (12 - 9) | Stade toulousain | Stade de Twickenham, Londres 10 000 spectateurs Arbitre : Luke Pearce |
| Finale 22 mai 2021 17 h 45 | Essai(s) : 1 Kerr-Barlow (72e) Pénalité(s) : 4 West (7e, 26e, 32e, 40e) Carton(s) rouge(s) : 1 Botia (27e) | Rapport          | Essai(s) : 1 Mallía (59e) Transformation(s) : 1 Ntamack (60e) Pénalité(s) : 5 Ntamack (4e, 10e, 37e, 46e, 69e) Carton(s) jaune(s) : 1 Elstadt (31e) | Stade de Twickenham, Londres 10 000 spectateurs Arbitre : Luke Pearce |
| Finale 22 mai 2021 17 h 45 | | Rapport          | | Stade de Twickenham, Londres 10 000 spectateurs Arbitre : Luke Pearce |

### 2021-2022
Coupe d'Europe :
| 1re journée 11 décembre 2020 14 h 00 | Cardiff Rugby                                                                                   | 7 - 39 (7 - 20) | Stade toulousain | Cardiff Arms Park, Cardiff Arbitre : Karl Dickson |
| 1re journée 11 décembre 2020 14 h 00 | Essai(s) : 1 Adams (19e) Transformation(s) : 1 Tovey (20e) Carton(s) rouge(s) : 1 Beetham (75e) |                 | Essai(s) : 5 Jelonch (23e), Ahki (37e), Dupont (55e), Bonneval (65e), Tekori (74e) Transformation(s) : 4 Ntamack (24e, 38e, 58e, 76e) Pénalité(s) : 2 Ntamack (7e, 15e) | Cardiff Arms Park, Cardiff Arbitre : Karl Dickson |
| 1re journée 11 décembre 2020 14 h 00 |                                                                                                 |                 | | Cardiff Arms Park, Cardiff Arbitre : Karl Dickson |

## Bilan

### Général
| Saison             | Coupes             | M.J. | Vic. | Nuls | Déf.   | Poules                   | M.J. | Pts. | Vic. | Nuls | Déf.      | Phases finales | M.J. | Vic. | Nuls | Déf. |
| 1995-1996          | Coupe d'Europe     | 4    | 4    | 0    | 0      | 1er de la poule A        | 2    | 4    | 2    | 0    | 0         | Vainqueur      | 2    | 2*   | 0    | 0    |
| 1996-1997          | Coupe d'Europe     | 6    | 4    | 0    | 2      | 2e de la poule D         | 4    | 6    | 3    | 0    | 1         | 1/2 f          | 2    | 1    | 0    | 1    |
| 1997-1998          | Coupe d'Europe     | 8    | 6    | 1    | 1      | 1er de la poule A        | 6    | 10   | 5    | 0    | 1         | 1/2 f          | 2    | 1    | 1*** | 0    |
| 1998-1999          | Coupe d'Europe     | 7    | 4    | 0    | 3      | 2e de la poule C         | 6    | 8    | 4    | 0    | 2         | 1/4 f          | 1    | 0    | 0    | 1    |
| 1999-2000          | Coupe d'Europe     | 8    | 6    | 0    | 2      | 1er de la poule 2        | 6    | 10   | 5    | 0    | 1         | 1/2 f          | 2    | 1    | 0    | 1    |
| 2000-2001          | Coupe d'Europe     | 6    | 2    | 1    | 3      | 3e de la poule 3         | 6    | 5    | 2    | 1    | 3         | éliminé        | -    | -    | -    | -    |
| 2001-2002          | Coupe d'Europe     | 6    | 3    | 0    | 3      | 2e de la poule 6         | 6    | 6    | 3    | 0    | 3         | éliminé        | -    | -    | -    | -    |
| 2002-2003          | Coupe d'Europe     | 9    | 8    | 0    | 1      | 1er de la poule 5        | 6    | 10** | 5    | 0    | 1         | Vainqueur      | 3    | 3    | 0    | 0    |
| 2003-2004          | Coupe d'Europe     | 9    | 7    | 0    | 2      | 1er de la poule 6        | 6    | 25   | 5    | 0    | 1         | finale         | 3    | 2    | 0    | 1    |
| 2004-2005          | Coupe d'Europe     | 9    | 8    | 0    | 1      | 1er de la poule 3        | 6    | 24   | 5    | 0    | 1         | Vainqueur      | 3    | 3*   | 0    | 0    |
| 2005-2006          | Coupe d'Europe     | 7    | 5    | 1    | 1      | 1er de la poule 6        | 6    | 25   | 5    | 1    | 0         | 1/4 f          | 1    | 0    | 0    | 1    |
| 2006-2007          | Coupe d'Europe     | 6    | 3    | 0    | 3      | 2e de la poule 5         | 6    | 17   | 3    | 0    | 3         | éliminé        | -    | -    | -    | -    |
| 2007-2008          | Coupe d'Europe     | 9    | 6    | 0    | 3      | 1er de la poule 6        | 6    | 20   | 4    | 0    | 2         | finale         | 3    | 2    | 0    | 1    |
| 2008-2009          | Coupe d'Europe     | 7    | 4    | 1    | 2      | 2e de la poule 5         | 6    | 20   | 4    | 1    | 1         | 1/4 f          | 1    | 0    | 0    | 1    |
| 2009-2010          | Coupe d'Europe     | 9    | 8    | 0    | 1      | 1er de la poule 5        | 6    | 23   | 5    | 0    | 1         | Vainqueur      | 3    | 3    | 0    | 0    |
| 2010-2011          | Coupe d'Europe     | 8    | 6    | 0    | 2      | 1er de la poule 6        | 6    | 22   | 5    | 0    | 1         | 1/2 f          | 2    | 1*   | 0    | 1    |
| 2011-2012          | Coupe d'Europe     | 7    | 4    | 0    | 3      | 1er de la poule 6        | 6    | 18   | 4    | 0    | 2         | 1/4 f          | 1    | 0    | 0    | 1    |
| 2012-2013          | Coupe d'Europe     | 6    | 4    | 0    | 2      | 2e de la poule 2         | 6    | 19   | 4    | 0    | 2         | éliminé        | -    | -    | -    | -    |
| 2012-2013          | Challenge européen | 1    | 0    | 0    | 1      | -                        | 0    | 0    | 0    | 0    | 0         | 1/4 f          | 1    | 0    | 0    | 1    |
| 2013-2014          | Coupe d'Europe     | 7    | 5    | 0    | 2      | 1er de la poule 3        | 6    | 23   | 5    | 0    | 1         | 1/4 f          | 1    | 0    | 0    | 1    |
| 2014-2015          | Coupe d'Europe     | 6    | 4    | 0    | 2      | 2e de la poule 4         | 6    | 17   | 4    | 0    | 2         | éliminé        | -    | -    | -    | -    |
| 2015-2016          | Coupe d'Europe     | 6    | 1    | 0    | 5      | 4e de la poule 1         | 6    | 5    | 1    | 0    | 5         | éliminé        | -    | -    | -    | -    |
| 2016-2017          | Coupe d'Europe     | 7    | 3    | 1    | 3      | 2e de la poule 2         | 6    | 18   | 3    | 1    | 2         | 1/4 f          | 1    | 0    | 0    | 1    |
| 2017-2018          | Challenge européen | 6    | 2    | 1    | 3      | 2e de la poule 2         | 6    | 14   | 2    | 1    | 3         | éliminé        | -    | -    | -    | -    |
| 2018-2019          | Coupe d'Europe     | 8    | 6    | 0    | 2      | 2e de la poule 1         | 6    | 21   | 5    | 0    | 1         | 1/2 f          | 2    | 1    | 0    | 1    |
| 2019-2020          | Coupe d'Europe     | 8    | 7    | 0    | 1      | 1er de la poule 5        | 6    | 27   | 6    | 0    | 0         | 1/2 f          | 2    | 1    | 0    | 1    |
| 2020-2021          | Coupe d'Europe     | 5    | 5    | 0    | 0      | 3e de la poule B****     | 1    | 10   | 1    | 0    | 0         | Vainqueur      | 4    | 4    | 0    | 0    |
|                    | Coupe d'Europe     | 178  | 123  | 5    | 50     | 1er (13), 2e (9), 3e (2) | 139  | 393  | 98   | 4    | 37        | Vainqueur (5)  | 39   | 25   | 1    | 13   |
| Challenge européen | 6                  | 2    | 1    | 4    | 2e (1) | 6                        | 14   | 2    | 1    | 3    | 1/4 f (1) | 1              | 0    | 0    | 1    |      |

Mise à jour après l'édition 2020-2021.
Notes :
*La victoire après prolongation lors de l'édition 2010-2011, comme celles des éditions 2004-2005 et 1995-1996, est comptabilisée comme une victoire.
**Les points de bonus ont fait leur apparition lors de l'édition 2002-2003.
*** Après prolongation, Brive est qualifiée pour avoir marqué deux essais contre un seul pour Toulouse.
**** En 2020-2021, la phase de poule est remaniée puis interrompue à cause de la pandémie de Covid-19 en Europe.
Sources: Site officiel de l'ERC.

### Meilleures performances
| Date de la finale | Vainqueur        | Finaliste            | Score    | Lieu de la finale                  | Spectateurs |
| 7 janvier 1996    | Stade toulousain | Cardiff RFC          | 21-18 AP | Arms Park, Cardiff                 | 21 800      |
| 24 mai 2003       | Stade toulousain | USA Perpignan        | 22-17    | Lansdowne Road, Dublin             | 28 600      |
| 23 mai 2004       | London Wasps     | Stade toulousain     | 27-20    | Twickenham, Londres                | 73 057      |
| 22 mai 2005       | Stade toulousain | Stade français Paris | 18-12 AP | Murrayfield, Édimbourg             | 51 326      |
| 24 mai 2008       | Munster          | Stade toulousain     | 16-13    | Millennium Stadium, Cardiff        | 80 000      |
| 22 mai 2010       | Stade toulousain | Biarritz olympique   | 21-19    | Stade de France, Saint-Denis       | 78 962      |
| 22 mai 2021       | Stade toulousain | Stade rochelais      | 22-17    | Twickenham, Londres                | 10 000      |
| 25 mai 2024       | Stade toulousain | Leinster             | 31-22 AP | Tottenham Hotspur Stadium, Londres | 61 531      |

### Analyse
Le tableau suivant présente l'ensemble des rencontres européennes du Stade toulousain. Elles peuvent être analysées selon divers critères : l'adversaire, la nationalité de l'adversaire, les séries victorieuses, les succès à l'extérieur… Les matchs nuls apparaissent en couleur verte, les défaites toulousaines en jaune. Pour connaître les adversaires du Stade qui l'ont battu par nation, un tri est fait sur la colonne adversaire, puis pays, enfin résultat.
Au 30 juin 2010, le Stade toulousain compte 30 défaites en 118 rencontres, 12 contre des clubs anglais, 10 contre des provinces irlandaises, 6 contre des clubs ou franchises galloises, enfin 2 contre une franchise écossaise.
Dans les duels contre les clubs anglais, les Rouge et noir comptent 22 victoires, 2 matchs nuls et 12 défaites. Ils ont rencontré dix clubs anglais différents. Ce sont les provinces irlandaises qui posent le plus de problèmes au Stade toulousain : trois victoires, un nul et trois défaites contre l'Ulster, deux victoires et deux défaites contre le Munster, quatre victoires et quatre défaites contre le Leinster. Bilan : neuf victoires, un nul et neuf défaites pour Toulouse.
Dans les oppositions avec les représentants du pays de Galles, sur 28 rencontres, le Stade a obtenu 22 victoires contre 6 défaites. Les Rouge et noir ont rencontré Édimbourg à onze reprises avec une défaite pour dix victoires, et cinq victoires et une défaite contre Glasgow. Enfin, Toulouse compte six victoires contre des équipes italiennes, une contre une équipe roumaine, six victoires contre des clubs français pour un match nul éliminatoire (un essai marqué contre deux encaissés).
Le Stade toulousain a réussi une série de sept victoires à trois reprises (janvier 2002 à janvier 2003, décembre 2003 à avril 2004, décembre 2004 à octobre 2005) pour un bilan de trois finales et deux titres en trois ans. La plus mauvaise série est une série de trois défaites et un match nul de mai 2000 à octobre 2000, avec deux défaites et un nul concédés à domicile.
Les Rouge et noir ont perdu six fois à la maison et concédé deux matchs nuls.
Remarque
La mention de la poule indique qu'il s'agit d'un match de phase qualificative.

### Meilleurs marqueurs d'essais toulousains

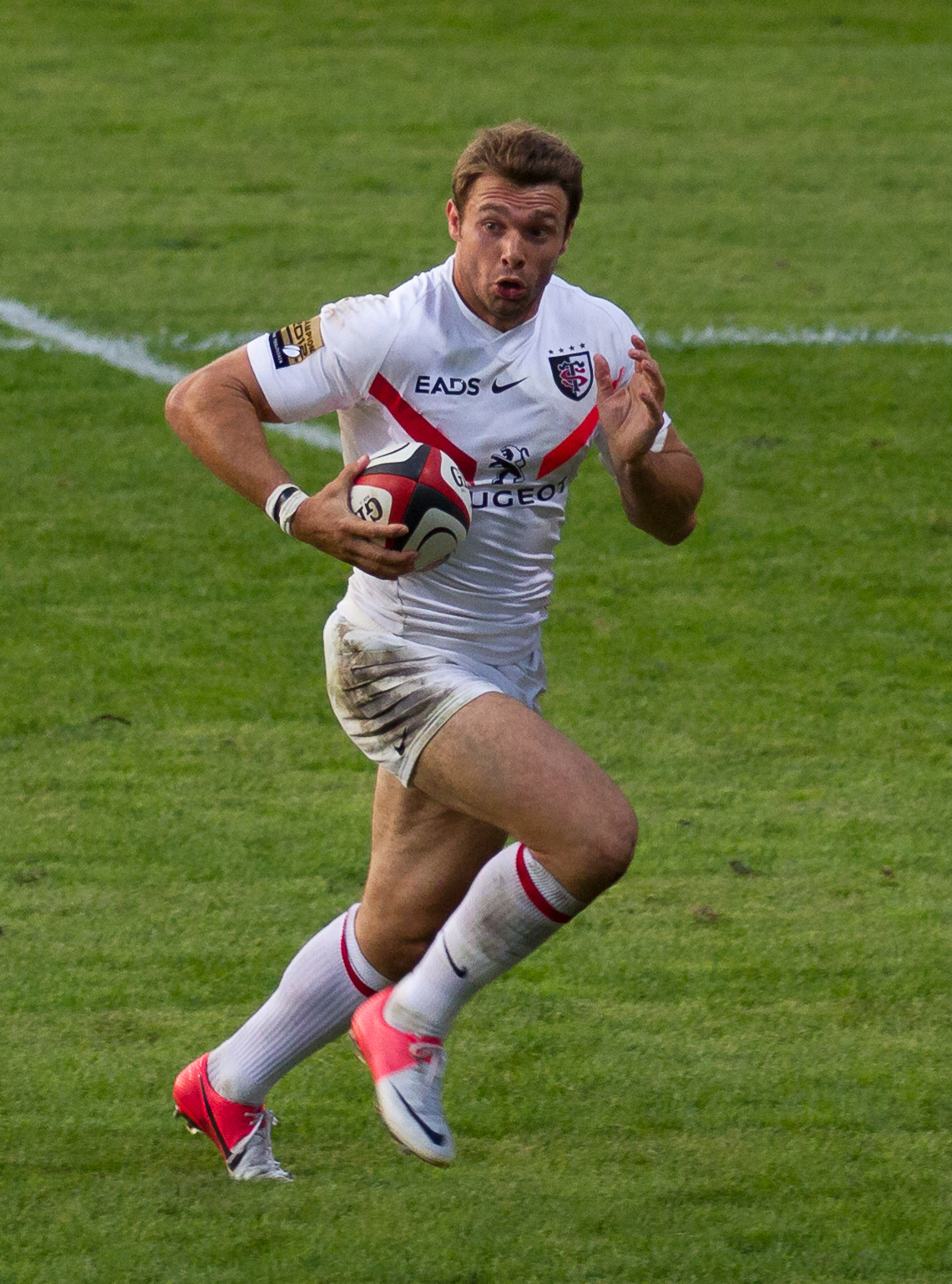
Vincent Clerc, meilleur marqueur de l'histoire européenne du Stade toulousain.

À titre individuel, Vincent Clerc détient le record du plus grand nombre d'essais marqués en Coupe d'Europe (au 25 octobre 2014, il compte 36 essais inscrits en 74 rencontres disputées de 2002 à 2014). Il égale puis dépasse Dafydd James (29 essais en 60 rencontres de 1996 à 2008) à l'occasion de la première journée de la Coupe d'Europe 2009-2010 où le Stade toulousain bat les Sale Sharks.
| Rang | Joueur             | Poste         | Période     | Essais | Matchs joués | Moyenne |
| ---- | ------------------ | ------------- | ----------- | ------ | ------------ | ------- |
| 1    | Vincent Clerc      | Ailier        | 2002-2016   | 36     | 82           | 0.44    |
| 2    | Antoine Dupont     | Demi de mêlée | Depuis 2017 | 25     | 46           | 0.54    |
| 3    | Michel Marfaing    | Ailier        | 1996-2002   | 24     | 38           | 0.63    |
| 4    | Maxime Médard      | Arrière       | 2007-2022   | 23     | 86           | 0.27    |
| 5    | Émile Ntamack      | Ailier        | 1995-2003   | 21     | 49           | 0.43    |
| -    | Clément Poitrenaud | Arrière       | 2000-2016   | 21     | 96           | 0.22    |
| 7    | Xavier Garbajosa   | Ailier        | 1996-2007   | 17     | 37           | 0.46    |
| -    | Matthis Lebel      | Ailier        | Depuis 2019 | 17     | 34           | 0.5     |
| 9    | Cédric Heymans     | Ailier        | 2001-2011   | 16     | 68           | 0.24    |
| 10   | Yannick Jauzion    | Centre        | 2002-2013   | 15     | 75           | 0.2     |

### Meilleurs réalisateurs toulousains
À titre individuel, Thomas Ramos est le meilleur réalisateur depuis le 6 avril 2025. Il a inscrit le plus grand nombre de points dans la compétition pour le Stade toulousain avec 444 points inscrits en 43 rencontres depuis 2017. Il dépasse alors Jean-Baptiste Élissalde qui avait inscrit 437 points inscrits de 2002 à 2010.
Le Stade toulousain a toujours privilégié le jeu à la main, il a connu plusieurs buteurs mais n'a jamais eu de grand buteur de niveau international pendant une longue période. À partir de 2017, l'arrière Thomas Ramos devient le buteur régulier de l'équipe.
| Rang | Joueur                  | Poste            | Période (matchs) | Points | Essais | Transf. | Pén. | Drops |
| ---- | ----------------------- | ---------------- | ---------------- | ------ | ------ | ------- | ---- | ----- |
| 1    | Thomas Ramos            | Arrière          | depuis 2017 (44) | 455    | 8      | 116     | 59   | 2     |
| 2    | Jean-Baptiste Élissalde | Demi de mêlée    | 2002-2010 (49)   | 437    | 4      | 84      | 79   | 4     |
| 3    | Michel Marfaing         | Ailier           | 1996-2002 (38)   | 287    | 24     | 31      | 35   | 0     |
| 4    | Yann Delaigue           | Demi d'ouverture | 1997-2004 (38)   | 253    | 7      | 37      | 44   | 4     |
| 5    | David Skrela            | Demi d'ouverture | 2008-2011 (17)   | 192    | 2      | 22      | 41   | 5     |
| 6    | Vincent Clerc           | Ailier           | 2002-2015 (82)   | 180    | 36     | 0       | 0    | 0     |
| 7    | Frédéric Michalak       | Demi d'ouverture | 2001-2011 (48)   | 177    | 7      | 11      | 33   | 7     |
| 8    | Romain Ntamack          | Demi d'ouverture | depuis 2017 (51) | 175    | 14     | 15      | 25   | 0     |
| 9    | Christophe Deylaud      | Demi d'ouverture | 1995-1999 (17)   | 143    | 1      | 33      | 22   | 2     |
| 10   | Antoine Dupont          | Demi de mêlée    | depuis 2017 (46) | 125    | 25     | 0       | 0    | 0     |

### Plus grands nombres de matchs joués avec le Stade toulousain

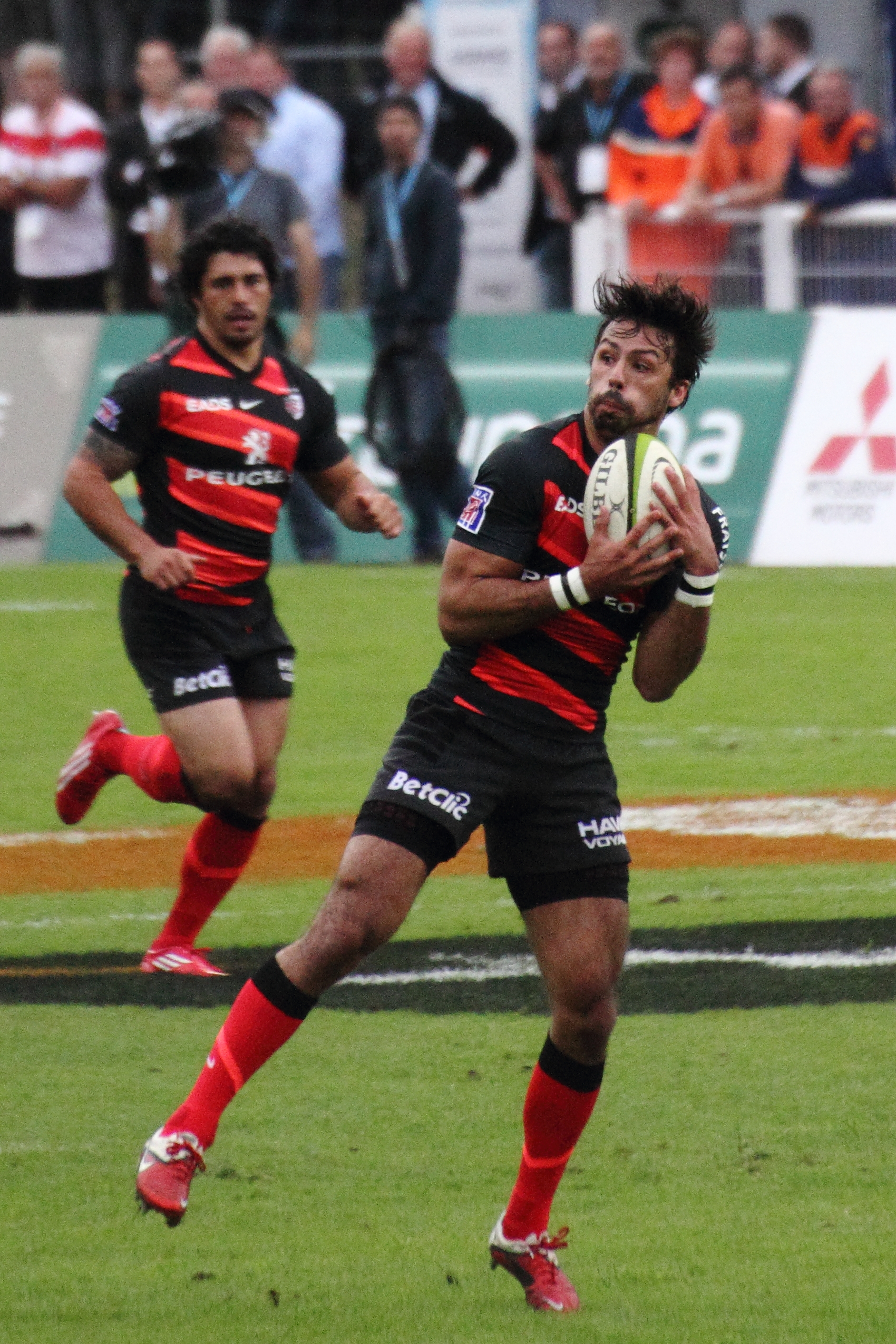
Clément Poitrenaud, joueur ayant disputé le plus de rencontres européennes avec le Stade toulousain.

| Rang | Joueur             | Poste                       | Période   | Matchs joués |
| ---- | ------------------ | --------------------------- | --------- | ------------ |
| 1    | Clément Poitrenaud | Arrière                     | 2000-2016 | 96           |
| 2    | Maxime Médard      | Arrière                     | 2005-2022 | 86           |
| 3    | Jean Bouilhou      | Troisième ligne aile        | 1999-2013 | 84           |
| 4    | Vincent Clerc      | Ailier                      | 2002-2016 | 82           |
| 5    | Grégory Lamboley   | Troisième ou deuxième ligne | 2002-2017 | 79           |
| 6    | Florian Fritz      | Centre                      | 2004-2017 | 77           |
| 7    | Fabien Pelous      | Deuxième ligne              | 1997-2009 | 76           |
| 8    | Yannick Jauzion    | Centre                      | 2002-2013 | 75           |
| 8    | Jean-Baptiste Poux | Pilier                      | 2002-2013 | 75           |
| 10   | William Servat     | Talonneur                   | 1998-2011 | 74           |

### Plus grands nombres de matchs dirigés
Guy Novès est l'entraîneur principal du Stade toulousain à partir de la première édition de la Coupe d'Europe et jusqu'en 2015. Ugo Mola lui succède et est toujours l'entraîneur de l'équipe.
| Rang | Entraîneur | Période     | Matchs joués | Palmarès                                |
| ---- | ---------- | ----------- | ------------ | --------------------------------------- |
| 1    | Guy Novès  | 1996-2015   | 144          | Coupe d'Europe 1996, 2003, 2005 et 2010 |
| 2    | Ugo Mola   | Depuis 2015 | 65           | Coupe d'Europe 2021 et 2024             |